# Frankrike i olympiska sommarspelen 2020
Frankrike deltog med en trupp på 385 idrottare vid de olympiska sommarspelen 2020 i Tokyo som hölls mellan den 23 juli och 8 augusti 2021 efter att ha blivit framflyttad ett år på grund av coronaviruspandemin.
Frankrike tog totalt 33 medaljer (10 guld, 12 silver och 11 brons). Landet deltog i samtliga sporter förutom baseboll (softboll), landhockey och vattenpolo.

## Medaljer
| Medalj | Namn | Sport         | Gren                             | Datum          |
| ------ | --- | ------------- | -------------------------------- | -------------- |
| Guld   | Romain Cannone | Fäktning      | Herrarnas värja                  | 25 juli 2021   |
| Guld   | Clarisse Agbegnenou | Judo          | Damernas halv mellanvikt (63 kg) | 27 juli 2021   |
| Guld   | Matthieu Androdias Hugo Boucheron | Rodd          | Herrarnas dubbelsculler          | 28 juli 2021   |
| Guld   | - Clarisse Agbegnenou Shirine Boukli Amandine Buchard Guillaume Chaine Axel Clerget Sarah-Léonie Cysique Romane Dicko Alexandre Iddir Madeleine Malonga Luka Mkheidze Margaux Pinot Teddy Riner | Judo          | Mixedlag                         | 31 juli 2021   |
| Guld   | Erwann Le Péchoux Enzo Lefort Julien Mertine Maxime Pauty | Fäktning      | Herrarnas lagtävling i florett   | 1 augusti 2021 |
| Guld   | Jean Quiquampoix | Skytte        | Herrarnas 25 meter snabbpistol   | 2 augusti 2021 |
| Guld   | Steven Da Costa | Karate        | Herrarnas 67 kg                  | 5 augusti 2021 |
| Guld   | Frankrikes herrlandslag i handboll- Nedim Remili - Romain Lagarde - Melvyn Richardson - Dika Mem - Nicolas Tournat - Vincent Gérard - Nikola Karabatić - Kentin Mahé - Yann Genty - Timothey N'Guessan - Luc Abalo - Michaël Guigou - Luka Karabatić - Ludovic Fabregas - Hugo Descat - Valentin Porte                       | Handboll      | Herrarnas turnering              | 7 augusti 2021 |
| Guld   | Frankrikes herrlandslag i volleyboll- Barthélémy Chinenyeze - Jenia Grebennikov - Jean Patry - Benjamin Toniutti - Kevin Tillie - Earvin N'Gapeth - Antoine Brizard - Stephen Boyer - Nicolas Le Goff - Daryl Bultor - Trévor Clévenot - Yacine Louati                                                                       | Volleyboll    | Herrarnas turnering              | 7 augusti 2021 |
| Guld   | Frankrikes damlandslag i handboll- Méline Nocandy - Blandine Dancette - Pauline Coatanea - Chloé Valentini - Allison Pineau - Coralie Lassource - Grâce Zaadi Deuna - Amandine Leynaud - Kalidiatou Niakaté - Cléopâtre Darleux - Laura Flippes - Béatrice Edwige - Pauletta Foppa - Estelle Nze Minko - Alexandra Lacrabère | Handboll      | Damernas turnering               | 8 augusti 2021 |
| Silver | Amandine Buchard | Judo          | Damernas halv lättvikt (52 kg)   | 25 juli 2021   |
| Silver | Sarah-Léonie Cysique | Judo          | Damernas lättvikt (57 kg)        | 26 juli 2021   |
| Silver | Claire Bové Laura Tarantola | Rodd          | Damernas lättvikts-dubbelsculler | 29 juli 2021   |
| Silver | Madeleine Malonga | Judo          | Damernas halv tungvikt (78 kg)   | 29 juli 2021   |
| Silver | Anita Blaze Astrid Guyart Pauline Ranvier Ysaora Thibus | Fäktning      | Damernas lagtävling i florett    | 29 juli 2021   |
| Silver | Charline Picon | Segling       | Damernas RS:X                    | 31 juli 2021   |
| Silver | Thomas Goyard | Segling       | Herrarnas RS:X                   | 31 juli 2021   |
| Silver | Frankrikes damlandslag i sjumannarugby- Coralie Bertrand - Anne-Cécile Ciofani - Caroline Drouin - Camille Grassineau - Lina Guérin - Fanny Horta - Shannon Izar - Chloé Jacquet - Carla Neisen - Séraphine Okemba - Chloé Pelle - Jade Ulutule                                                                              | Sjumannarugby | Damernas turnering               | 31 juli 2021   |
| Silver | Sara Balzer Cécilia Berder Manon Brunet Charlotte Lembach | Fäktning      | Damernas lagtävling i sabel      | 31 juli 2021   |
| Silver | Florent Manaudou | Simning       | Herrarnas 50 m frisim            | 1 augusti 2021 |
| Silver | Kevin Mayer | Friidrott     | Herrarnas tiokamp                | 5 augusti 2021 |
| Silver | Frankrikes herrlandslag i basket- Frank Ntilikina - Timothé Luwawu-Cabarrot - Thomas Heurtel - Nicolas Batum - Guerschon Yabusele - Evan Fournier - Nando de Colo - Vincent Poirier - Andrew Albicy - Rudy Gobert - Petr Cornelie - Moustapha Fall                                                                           | Basket        | Herrarnas turnering              | 7 augusti 2021 |
| Brons  | Luka Mkheidze | Judo          | Herrarnas extra lättvikt (60 kg) | 24 juli 2021   |
| Brons  | Manon Brunet | Fäktning      | Damernas sabel                   | 26 juli 2021   |
| Brons  | Althéa Laurin | Taekwondo     | Damernas tungvikt (+67 kg)       | 27 juli 2021   |
| Brons  | Romane Dicko | Judo          | Damernas tungvikt (+78 kg)       | 30 juli 2021   |
| Brons  | Teddy Riner | Judo          | Herrarnas tungvikt (+100 kg)     | 30 juli 2021   |
| Brons  | Léonie Périault Dorian Coninx Cassandre Beaugrand Vincent Luis | Triathlon     | Mixstafett                       | 31 juli 2021   |
| Brons  | Karim Laghouag Christopher Six Nicolas Touzaint | Ridsport      | Lagtävling i fälttävlan          | 2 augusti 2021 |
| Brons  | Florian Grengbo Rayan Helal Sébastien Vigier | Cykling       | Herrarnas lagsprint              | 3 augusti 2021 |
| Brons  | Camille Lecointre Aloïse Retornaz | Segling       | Damernas 470                     | 4 augusti 2021 |
| Brons  | Frankrikes damlandslag i basket- Marine Fauthoux - Endéné Miyem - Alexia Chartereau - Sandrine Gruda - Héléna Ciak - Sarah Michel - Valériane Vukosavljević - Iliana Rupert - Gabby Williams - Marine Johannès - Alix Duchet - Diandra Tchatchouang                                                                          | Basket        | Damernas turnering               | 7 augusti 2021 |
| Brons  | Benjamin Thomas Donavan Grondin | Cykling       | Herrarnas madison                | 7 augusti 2021 |

## Badminton
| Idrottare                    | Gren        | Gruppspel                            | Gruppspel                                            | Gruppspel                               | Gruppspel | Eliminering          | Kvartsfinal          | Semifinal            | Final / BM           | Final / BM       |
| Idrottare                    | Gren        | Motståndare Resultat                 | Motståndare Resultat                                 | Motståndare Resultat                    | Placering | Motståndare Resultat | Motståndare Resultat | Motståndare Resultat | Motståndare Resultat | Placering        |
| ---------------------------- | ----------- | ------------------------------------ | ---------------------------------------------------- | --------------------------------------- | --------- | -------------------- | -------------------- | -------------------- | -------------------- | ---------------- |
| Brice Leverdez               | Herrsingel  | Pochtarov (UKR) W (21–10, 21–8)      | Lee (MAS) L (21–17, 21–5)                            | i.u.                                    | 2         | Gick inte vidare     | Gick inte vidare     | Gick inte vidare     | Gick inte vidare     | Gick inte vidare |
| Qi Xuefei                    | Damsingel   | Nguyễn (VIE) L (11–21, 11–21)        | Jaquet (SUI) W (21–10 21–14)                         | Tai (TPE) L (10–21, 13–21)              | 3         | Gick inte vidare     | Gick inte vidare     | Gick inte vidare     | Gick inte vidare     | Gick inte vidare |
| Thom Gicquel Delphine Delrue | Mixeddubbel | Ellis / Smith (GBR) L (18–21, 17–21) | Puavaranukroh / Taerattanachai (THA) L (9–21, 15–21) | Hurlburt-Yu / Wu (CAN) W (21–12, 21–13) | 3         | i.u.                 | Gick inte vidare     | Gick inte vidare     | Gick inte vidare     | Gick inte vidare |

## Basket

### Inomhus
Sammanfattning
| Lag                     | Gren                | Gruppspel         | Gruppspel          | Gruppspel         | Gruppspel | Kvartsfinal       | Semifinal           | Final / BM        | Final / BM |
| Lag                     | Gren                | Motståndare Poäng | Motståndare Poäng  | Motståndare Poäng | Placering | Motståndare Poäng | Motståndare Poäng   | Motståndare Poäng | Placering  |
| ----------------------- | ------------------- | ----------------- | ------------------ | ----------------- | --------- | ----------------- | ------------------- | ----------------- | ---------- |
| Frankrikes herrlandslag | Herrarnas turnering | USA · W 83–76     | Tjeckien · W 97–77 | Iran · W 79–62    | 1 Q       | Italien · W 84–75 | Slovenien · W 90–89 | USA · L 82–87     | 2          |
| Frankrikes damlandslag  | Damernas turnering  | Japan · L 70–74   | Nigeria · W 87–62  | USA · L 82–93     | 3 q       | Spanien · W 67–64 | Japan · L 71–87     | Serbien · W 91–76 | 3          |

#### Herrarnas turnering
Spelartrupp
Truppen presenterades den 21 maj 2021.
Gruppspel
|  | Kvalificerade till kvartsfinal som gruppetta eller grupptvåa |

| Nr | Lag       | S | V | O | F | PF  | PM  | PS  | P |
| -- | --------- | - | - | - | - | --- | --- | --- | - |
| 1  | Frankrike | 3 | 3 | 0 | 0 | 259 | 215 | +44 | 6 |
| 2  | USA       | 3 | 2 | 0 | 1 | 315 | 233 | +82 | 5 |
| 3  | Tjeckien  | 3 | 1 | 0 | 2 | 245 | 294 | −49 | 4 |
| 4  | Iran      | 3 | 0 | 0 | 3 | 206 | 283 | −77 | 3 |

| 4 | 25 juli 2021, 21:00 UTC+9 | Frankrike | 83 – 76 | USA | Saitama Super Arena, Saitama |  |
|   |                           |           | Rapport |     |                              |  |
|   |                           |           |         |     |                              |  |
|   |                           |           |         |     |                              |  |

| 16 | 28 juli 2021, 21:00 UTC+9 | Tjeckien | 77 – 97 | Frankrike | Saitama Super Arena, Saitama |  |
|    |                           |          | Rapport |           |                              |  |
|    |                           |          |         |           |                              |  |
|    |                           |          |         |           |                              |  |

| 25 | 31 juli 2021, 10:00 UTC+9 | Iran | 62 – 79 | Frankrike | Saitama Super Arena, Saitama |  |
|    |                           |      | Rapport |           |                              |  |
|    |                           |      |         |           |                              |  |
|    |                           |      |         |           |                              |  |

Kvartsfinal
|  | 3 augusti 2021, 17:20 | Italien | 75 – 84 | Frankrike | Saitama Super Arena, Saitama |  |
|  |                       |         | Rapport |           |                              |  |
|  |                       |         |         |           |                              |  |
|  |                       |         |         |           |                              |  |

Semifinal
|  | 5 augusti 2021, 20:00 | Frankrike | 90 – 89 | Slovenien | Saitama Super Arena, Saitama |  |
|  |                       |           | Rapport |           |                              |  |
|  |                       |           |         |           |                              |  |
|  |                       |           |         |           |                              |  |

Final
|  | 7 augusti 2021, 11:30 | Frankrike | 82 – 87 | USA | Saitama Super Arena, Saitama |  |
|  |                       |           | Rapport |     |                              |  |
|  |                       |           |         |     |                              |  |
|  |                       |           |         |     |                              |  |

#### Damernas turnering
Spelartrupp
En preliminär trupp på 15 spelare presenterades den 1 juli 2021. Den slutgiltiga truppen presenterades den 5 juli 2021.
Gruppspel
|  | Kvalificerade till kvartsfinal som gruppetta eller grupptvåa |
|  | Kvalificerade till kvartsfinal som grupptrea                 |

| Nr | Lag       | S | V | O | F | PF  | PM  | PS  | P |
| -- | --------- | - | - | - | - | --- | --- | --- | - |
| 1  | USA       | 3 | 3 | 0 | 0 | 260 | 223 | +37 | 6 |
| 2  | Japan     | 3 | 2 | 0 | 1 | 245 | 239 | +6  | 5 |
| 3  | Frankrike | 3 | 1 | 0 | 2 | 239 | 229 | +10 | 4 |
| 4  | Nigeria   | 3 | 0 | 0 | 3 | 217 | 270 | −53 | 3 |

| 10 | 27 juli 2021, 13:40 UTC+9 | Nigeria | 72 – 81 | USA | Saitama Super Arena, Saitama |  |
|    |                           |         | Rapport |     |                              |  |
|    |                           |         |         |     |                              |  |
|    |                           |         |         |     |                              |  |

| 22 | 30 juli 2021, 13:40 UTC+9 | USA | 86 – 69 | Japan | Saitama Super Arena, Saitama |  |
|    |                           |     | Rapport |       |                              |  |
|    |                           |     |         |       |                              |  |
|    |                           |     |         |       |                              |  |

| 34 | 2 augusti 2021, 13:40 UTC+9 | Frankrike | 82 – 93 | USA | Saitama Super Arena, Saitama |  |
|    |                             |           | Rapport |     |                              |  |
|    |                             |           |         |     |                              |  |
|    |                             |           |         |     |                              |  |

Kvartsfinal
| 44 | 4 augusti 2021, 21:00 UTC+9 | Spanien | 64 – 67 | Frankrike | Saitama Super Arena, Saitama |  |
|    |                             |         | Rapport |           |                              |  |
|    |                             |         |         |           |                              |  |
|    |                             |         |         |           |                              |  |

Semifinal
| 48 | 6 augusti 2021, 20:00 UTC+9 | Japan | 87 – 71 | Frankrike | Saitama Super Arena, Saitama |  |
|    |                             |       | Rapport |           |                              |  |
|    |                             |       |         |           |                              |  |
|    |                             |       |         |           |                              |  |

Bronsmatch
| 50 | 7 augusti 2021, 16:00 UTC+9 | Serbien | 76 – 91 | Frankrike | Saitama Super Arena, Saitama |  |
|    |                             |         | Rapport |           |                              |  |
|    |                             |         |         |           |                              |  |
|    |                             |         |         |           |                              |  |

### 3x3
Sammanfattning
| Lag                    | Gren                     | Gruppspel            | Gruppspel            | Gruppspel            | Gruppspel            | Gruppspel            | Gruppspel            | Gruppspel            | Gruppspel | Kvartsfinal          | Semifinal            | Final / BM           | Final / BM |
| Lag                    | Gren                     | Motståndare Resultat | Motståndare Resultat | Motståndare Resultat | Motståndare Resultat | Motståndare Resultat | Motståndare Resultat | Motståndare Resultat | Placering | Motståndare Resultat | Motståndare Resultat | Motståndare Resultat | Placering  |
| ---------------------- | ------------------------ | -------------------- | -------------------- | -------------------- | -------------------- | -------------------- | -------------------- | -------------------- | --------- | -------------------- | -------------------- | -------------------- | ---------- |
| Frankrikes damlandslag | Damernas turnering i 3x3 | USA · L 10–17        | Italien · W 19–16    | Japan · L 15–19      | Kina · L 13–20       | Mongoliet · W 22–18  | ROC · W 17–14        | Rumänien · W 22–12   | 5 Q       | Japan · W 16–14      | USA · L 16–18        | Kina · L 14–16       | 4          |

#### Damernas turnering
Spelartrupp
Truppen presenterades den 2 juli 2021.
- Ana Cata-Chitiga
- Laëtitia Guapo
- Marie-Ève Paget
- Mamignan Touré

Gruppspel
|  | Kvalificerade till semifinal   |
|  | Kvalificerade till kvartsfinal |

| Nr | Lag       | S | V | O | F | PF  | PM  | PS  | P  |
| -- | --------- | - | - | - | - | --- | --- | --- | -- |
| 1  | USA       | 7 | 6 | 0 | 1 | 136 | 98  | +38 | 12 |
| 2  | ROC       | 7 | 5 | 0 | 2 | 129 | 90  | +39 | 10 |
| 3  | Kina      | 7 | 5 | 0 | 2 | 127 | 97  | +30 | 10 |
| 4  | Japan     | 7 | 5 | 0 | 2 | 130 | 97  | +33 | 10 |
| 5  | Frankrike | 7 | 4 | 0 | 3 | 118 | 116 | +2  | 8  |
| 6  | Italien   | 7 | 2 | 0 | 5 | 98  | 125 | −27 | 4  |
| 7  | Rumänien  | 7 | 1 | 0 | 6 | 89  | 142 | −53 | 2  |
| 8  | Mongoliet | 7 | 0 | 0 | 7 | 79  | 141 | −62 | 0  |

| 10 | 24 juli 2021, 17:55 UTC+9 | USA      | 17 – 10 | Frankrike      | Aomi Urban Sports Park, Tokyo                      |                                                    |
|    |                           | Dolson 7 | Rapport | Paget, Touré 3 | Domare: Jasmina Juras, Serbien Edmund Ho, Hongkong | Domare: Jasmina Juras, Serbien Edmund Ho, Hongkong |
|    |                           |          |         |                | Domare: Jasmina Juras, Serbien Edmund Ho, Hongkong | Domare: Jasmina Juras, Serbien Edmund Ho, Hongkong |
|    |                           |          |         |                | Domare: Jasmina Juras, Serbien Edmund Ho, Hongkong | Domare: Jasmina Juras, Serbien Edmund Ho, Hongkong |

| 14 | 24 juli 2021, 21:25 UTC+9 | Frankrike             | 19 – 16 | Italien  | Aomi Urban Sports Park, Tokyo                   |                                                 |
|    |                           | Cata-Chitiga, Guapo 6 | Rapport | D'Alie 8 | Domare: Shi Qirong, Kina Jasmina Juras, Serbien | Domare: Shi Qirong, Kina Jasmina Juras, Serbien |
|    |                           |                       |         |          | Domare: Shi Qirong, Kina Jasmina Juras, Serbien | Domare: Shi Qirong, Kina Jasmina Juras, Serbien |
|    |                           |                       |         |          | Domare: Shi Qirong, Kina Jasmina Juras, Serbien | Domare: Shi Qirong, Kina Jasmina Juras, Serbien |

| 26 | 25 juli 2021, 17:55 UTC+9 | Japan | 19 – 15 | Frankrike | Aomi Urban Sports Park, Tokyo |  |
|    |                           |       | Rapport |           |                               |  |
|    |                           |       |         |           |                               |  |
|    |                           |       |         |           |                               |  |

| 29 | 25 juli 2021, 21:00 UTC+9 | Kina | 20 – 13 | Frankrike | Aomi Urban Sports Park, Tokyo |  |
|    |                           |      | Rapport |           |                               |  |
|    |                           |      |         |           |                               |  |
|    |                           |      |         |           |                               |  |

| 41 | 26 juli 2021, 17:30 UTC+9 | Frankrike | 22 – 18 | Mongoliet | Aomi Urban Sports Park, Tokyo |  |
|    |                           |           | Rapport |           |                               |  |
|    |                           |           |         |           |                               |  |
|    |                           |           |         |           |                               |  |

| 46 | 26 juli 2021, 21:25 UTC+9 | Frankrike | 17 – 14 | ROC | Aomi Urban Sports Park, Tokyo |  |
|    |                           |           | Rapport |     |                               |  |
|    |                           |           |         |     |                               |  |
|    |                           |           |         |     |                               |  |

| 53 | 27 juli 2021, 17:00 UTC+9 | Frankrike | 22 – 12 | Rumänien | Aomi Urban Sports Park, Tokyo |  |
|    |                           |           | Rapport |          |                               |  |
|    |                           |           |         |          |                               |  |
|    |                           |           |         |          |                               |  |

Kvartsfinal
| 57 | 27 juli 2021, 21:50 UTC+9 | Japan       | 14 – 16 | Frankrike | Aomi Urban Sports Park, Tokyo                              |                                                            |
|    |                           | Shinozaki 7 | Rapport | Paget 5   | Domare: Jevgenij Ostrovskij, Ryssland Cecília Tóth, Ungern | Domare: Jevgenij Ostrovskij, Ryssland Cecília Tóth, Ungern |
|    |                           |             |         |           | Domare: Jevgenij Ostrovskij, Ryssland Cecília Tóth, Ungern | Domare: Jevgenij Ostrovskij, Ryssland Cecília Tóth, Ungern |
|    |                           |             |         |           | Domare: Jevgenij Ostrovskij, Ryssland Cecília Tóth, Ungern | Domare: Jevgenij Ostrovskij, Ryssland Cecília Tóth, Ungern |

Semifinal
| 61 | 28 juli 2021, 17:00 UTC+9 | USA | 18 – 16 | Frankrike | Aomi Urban Sports Park, Tokyo |  |
|    |                           |     | Rapport |           |                               |  |
|    |                           |     |         |           |                               |  |
|    |                           |     |         |           |                               |  |

Bronsmatch
| 65 | 28 juli 2021, 20:45 UTC+9 | Frankrike | 14 – 16 | Kina | Aomi Urban Sports Park, Tokyo |  |
|    |                           |           | Rapport |      |                               |  |
|    |                           |           |         |      |                               |  |
|    |                           |           |         |      |                               |  |

## Bordtennis
Herrar
| Idrottare                                      | Gren       | Inledande omgång     | Omgång 1             | Omgång 2             | Omgång 3             | Åttondelsfinal       | Kvartsfinal          | Semifinal            | Final / BM           | Final / BM       |
| Idrottare                                      | Gren       | Motståndare Resultat | Motståndare Resultat | Motståndare Resultat | Motståndare Resultat | Motståndare Resultat | Motståndare Resultat | Motståndare Resultat | Motståndare Resultat | Placering        |
| ---------------------------------------------- | ---------- | -------------------- | -------------------- | -------------------- | -------------------- | -------------------- | -------------------- | -------------------- | -------------------- | ---------------- |
| Simon Gauzy                                    | Singel     | —                    | —                    | —                    | Groth (DEN) W 4–0    | Ma L (CHN) L 1–4     | Gick inte vidare     | Gick inte vidare     | Gick inte vidare     | Gick inte vidare |
| Emmanuel Lebesson                              | Singel     | —                    | —                    | Gaćina (CRO) W 4–0   | Fan Zd (CHN) L 0–4   | Gick inte vidare     | Gick inte vidare     | Gick inte vidare     | Gick inte vidare     | Gick inte vidare |
| Alexandre Cassin Simon Gauzy Emmanuel Lebesson | Lagtävling | —                    | —                    | —                    | —                    | Hongkong W 3–0       | Kina L 0–3           | Gick inte vidare     | Gick inte vidare     | Gick inte vidare |

Damer
| Idrottare                                          | Gren       | Inledande omgång     | Omgång 1                | Omgång 2              | Omgång 3             | Åttondelsfinal       | Kvartsfinal          | Semifinal            | Final / BM           | Final / BM       |
| Idrottare                                          | Gren       | Motståndare Resultat | Motståndare Resultat    | Motståndare Resultat  | Motståndare Resultat | Motståndare Resultat | Motståndare Resultat | Motståndare Resultat | Motståndare Resultat | Placering        |
| -------------------------------------------------- | ---------- | -------------------- | ----------------------- | --------------------- | -------------------- | -------------------- | -------------------- | -------------------- | -------------------- | ---------------- |
| Prithika Pavade                                    | Singel     | —                    | Noskova (ROC) L 2–4     | Gick inte vidare      | Gick inte vidare     | Gick inte vidare     | Gick inte vidare     | Gick inte vidare     | Gick inte vidare     | Gick inte vidare |
| Jia Nan Yuan                                       | Singel     | —                    | Abdel Razek (EGY) W 4–0 | Takahashi (BRA) W 4–0 | Jeon J-h (KOR) L 3–4 | Gick inte vidare     | Gick inte vidare     | Gick inte vidare     | Gick inte vidare     | Gick inte vidare |
| Stéphanie Loeuillette Prithika Pavade Jia Nan Yuan | Lagtävling | —                    | —                       | —                     | —                    | Singapore L 0–3      | Gick inte vidare     | Gick inte vidare     | Gick inte vidare     | Gick inte vidare |

Mix
| Idrottare                      | Gren   | Åttondelsfinal              | Kvartsfinal                    | Semifinal                 | Final / BM                      | Final / BM |
| Idrottare                      | Gren   | Motståndare Resultat        | Motståndare Resultat           | Motståndare Resultat      | Motståndare Resultat            | Placering  |
| ------------------------------ | ------ | --------------------------- | ------------------------------ | ------------------------- | ------------------------------- | ---------- |
| Emmanuel Lebesson Jia Nan Yuan | Dubbel | Heming / Tapper (AUS) W 4–0 | Wong C-t / Doo H K (HKG) W 4–3 | Xu X / Liu Sw (CHN) L 0–4 | Lin Y-j / Cheng I-c (TPE) L 0–4 | 4          |

## Boxning
| Idrottare         | Gren                    | Sextondelsfinal      | Åttondelsfinal         | Kvartsfinal          | Semifinal            | Final                | Final            |
| Idrottare         | Gren                    | Motståndare Resultat | Motståndare Resultat   | Motståndare Resultat | Motståndare Resultat | Motståndare Resultat | Placering        |
| ----------------- | ----------------------- | -------------------- | ---------------------- | -------------------- | -------------------- | -------------------- | ---------------- |
| Billal Bennama    | Herrarnas flugvikt      | i.u.                 | Bibossinov (KAZ) L 0–5 | Gick inte vidare     | Gick inte vidare     | Gick inte vidare     | Gick inte vidare |
| Samuel Kistohurry | Herrarnas fjädervikt    | Ragan (USA) L 2–3    | Gick inte vidare       | Gick inte vidare     | Gick inte vidare     | Gick inte vidare     | Gick inte vidare |
| Sofiane Oumiha    | Herrarnas lättvikt      | i.u.                 | Davis (USA) L RSC      | Gick inte vidare     | Gick inte vidare     | Gick inte vidare     | Gick inte vidare |
| Mourad Aliev      | Herrarnas supertungvikt | i.u.                 | Zukhurov (TJK) W 5–0   | Clarke (GBR) L DSQ   | Gick inte vidare     | Gick inte vidare     | Gick inte vidare |
| Maïva Hamadouche  | Damernas lättvikt       | Potkonen (FIN) L 1–3 | Gick inte vidare       | Gick inte vidare     | Gick inte vidare     | Gick inte vidare     | Gick inte vidare |

## Brottning
Damernas fristil
| Idrottare        | Gren  | Åttondelsfinal         | Kvartsfinal          | Semifinal            | Återkval             | Final / BM           | Final / BM       |
| Idrottare        | Gren  | Motståndare Resultat   | Motståndare Resultat | Motståndare Resultat | Motståndare Resultat | Motståndare Resultat | Placering        |
| ---------------- | ----- | ---------------------- | -------------------- | -------------------- | -------------------- | -------------------- | ---------------- |
| Mathilde Rivière | 57 kg | Khongorzul (MGL) L 0–5 | Gick inte vidare     | Gick inte vidare     | Gick inte vidare     | Gick inte vidare     | Gick inte vidare |
| Koumba Larroque  | 68 kg | Battsetseg (MGL) L 0–5 | Gick inte vidare     | Gick inte vidare     | Gick inte vidare     | Gick inte vidare     | Gick inte vidare |

## Bågskytte
Herrar
| Idrottare                                            | Gren                   | Rankningsomgång | Rankningsomgång | 32-delsfinal             | Sextondelsfinal      | Åttondelsfinal       | Kvartsfinal          | Semifinal            | Final / BM           | Final / BM       |
| Idrottare                                            | Gren                   | Poäng           | Placering       | Motståndare Resultat     | Motståndare Resultat | Motståndare Resultat | Motståndare Resultat | Motståndare Resultat | Motståndare Resultat | Placering        |
| ---------------------------------------------------- | ---------------------- | --------------- | --------------- | ------------------------ | -------------------- | -------------------- | -------------------- | -------------------- | -------------------- | ---------------- |
| Thomas Chirault                                      | Herrarnas individuella | 648             | 51              | Broeksma (NED) L 4–6     | Gick inte vidare     | Gick inte vidare     | Gick inte vidare     | Gick inte vidare     | Gick inte vidare     | Gick inte vidare |
| Pierre Plihon                                        | Herrarnas individuella | 653             | 36              | Williams (USA) W 6–4     | Kim (KOR) L 2–6      | Gick inte vidare     | Gick inte vidare     | Gick inte vidare     | Gick inte vidare     | Gick inte vidare |
| Jean-Charles Valladont                               | Herrarnas individuella | 640             | 57              | van den Berg (NED) L 3–7 | Gick inte vidare     | Gick inte vidare     | Gick inte vidare     | Gick inte vidare     | Gick inte vidare     | Gick inte vidare |
| Thomas Chirault Pierre Plihon Jean-Charles Valladont | Herrarnas lagtävling   | 1941            | 12              | i.u.                     | i.u.                 | USA L 0–6            | Gick inte vidare     | Gick inte vidare     | Gick inte vidare     | Gick inte vidare |

Damer
| Idrottare     | Gren                  | Rankningsomgång | Rankningsomgång | 32-delsfinal         | Sextondelsfinal        | Åttondelsfinal       | Kvartsfinal          | Semifinal            | Final / BM           | Final / BM       |
| Idrottare     | Gren                  | Poäng           | Placering       | Motståndare Resultat | Motståndare Resultat   | Motståndare Resultat | Motståndare Resultat | Motståndare Resultat | Motståndare Resultat | Placering        |
| ------------- | --------------------- | --------------- | --------------- | -------------------- | ---------------------- | -------------------- | -------------------- | -------------------- | -------------------- | ---------------- |
| Lisa Barbelin | Damernas individuella | 654             | 13              | Andreoli (ITA) W 6–2 | Schloesser (NED) W 6–0 | Valencia (MEX) L 0–6 | Gick inte vidare     | Gick inte vidare     | Gick inte vidare     | Gick inte vidare |

Mixed
| Idrottare                            | Gren     | Rankningsomgång | Rankningsomgång | Åttondelsfinal       | Kvartsfinal          | Semifinal            | Final / BM           | Final / BM       |
| Idrottare                            | Gren     | Poäng           | Placering       | Motståndare Resultat | Motståndare Resultat | Motståndare Resultat | Motståndare Resultat | Placering        |
| ------------------------------------ | -------- | --------------- | --------------- | -------------------- | -------------------- | -------------------- | -------------------- | ---------------- |
| Jean-Charles Valladont Lisa Barbelin | Mixedlag | 1307            | 14              | Japan W 5–3          | Nederländerna L 4–5  | Gick inte vidare     | Gick inte vidare     | Gick inte vidare |

## Cykling

### Landsväg
| Idrottare        | Gren                | Tid             | Placering       |
| ---------------- | ------------------- | --------------- | --------------- |
| Rémi Cavagna     | Herrarnas linjelopp | Fullföljde inte | Fullföljde inte |
| Rémi Cavagna     | Herrarnas tempolopp | 58.39,06        | 17              |
| Benoît Cosnefroy | Herrarnas linjelopp | 6:16.53         | 57              |
| Kenny Elissonde  | Herrarnas linjelopp | 6:15.38         | 38              |
| David Gaudu      | Herrarnas linjelopp | 6:06.33         | 7               |
| Guillaume Martin | Herrarnas linjelopp | 6:11.46         | 27              |
| Juliette Labous  | Damernas linjelopp  | 3:56.07         | 30              |
| Juliette Labous  | Damernas tempolopp  | 32.42,14        | 9               |

### Bana
Sprint
| Idrottare        | Gren             | Kval                 | Kval      | Omgång 1                         | Återkval 1                         | Omgång 2                         | Återkval 2                       | Åttondelsfinal                   | Återkval 3                                 | Kvartsfinal                      | Semifinal                        | Final                                                    | Final            |
| Idrottare        | Gren             | Tid Hastighet (km/h) | Placering | Motståndare Tid Hastighet (km/h) | Motståndare Tid Hastighet (km/h)   | Motståndare Tid Hastighet (km/h) | Motståndare Tid Hastighet (km/h) | Motståndare Tid Hastighet (km/h) | Motståndare Tid Hastighet (km/h)           | Motståndare Tid Hastighet (km/h) | Motståndare Tid Hastighet (km/h) | Motståndare Tid Hastighet (km/h)                         | Placering        |
| ---------------- | ---------------- | -------------------- | --------- | -------------------------------- | ---------------------------------- | -------------------------------- | -------------------------------- | -------------------------------- | ------------------------------------------ | -------------------------------- | -------------------------------- | -------------------------------------------------------- | ---------------- |
| Rayan Helal      | Herrarnas sprint | 9,669 74,465         | 20 Q      | Dmitriev (ROC) L                 | Bötticher (GER) Richardson (AUS) L | Gick inte vidare                 | Gick inte vidare                 | Gick inte vidare                 | Gick inte vidare                           | Gick inte vidare                 | Gick inte vidare                 | Gick inte vidare                                         | Gick inte vidare |
| Sébastien Vigier | Herrarnas sprint | 9,551 75,385         | 10 Q      | Barrette (CAN) W 10,182 70,713   | Bye                                | Webster (NZL) L                  | Tjon En Fa (SUR) W 9,900 72,727  | Carlin (GBR) L                   | Webster (NZL) Sahrom (MAS) W 10,169 70,803 | Hoogland (NED) L                 | Gick inte vidare                 | Tävling om plats 5–8 Levy (GER) Paul (TTO) Kenny (GBR) L | 7                |
| Mathilde Gros    | Damernas sprint  | 10,400 69,231        | 4 Q       | Lee H-j (KOR) W 11,216 64,194    | Bye                                | Kobayashi (JPN) W 11,292 63,762  | Bye                              | Lee W-s (HKG) L                  | Genest (CAN) Voynova (ROC) L               | Gick inte vidare                 | Gick inte vidare                 | Gick inte vidare                                         | Gick inte vidare |
| Coralie Demay    | Damernas sprint  | 11,849 60,765        | 29        | Gick inte vidare                 | Gick inte vidare                   | Gick inte vidare                 | Gick inte vidare                 | Gick inte vidare                 | Gick inte vidare                           | Gick inte vidare                 | Gick inte vidare                 | Gick inte vidare                                         | Gick inte vidare |

Lagsprint
| Idrottare                                    | Gren                | Kval                 | Kval      | Semifinal                        | Semifinal | Final                            | Final     |
| Idrottare                                    | Gren                | Tid Hastighet (km/h) | Placering | Motståndare Tid Hastighet (km/h) | Placering | Motståndare Tid Hastighet (km/h) | Placering |
| -------------------------------------------- | ------------------- | -------------------- | --------- | -------------------------------- | --------- | -------------------------------- | --------- |
| Florian Grengbo Rayan Helal Sébastien Vigier | Herrarnas lagsprint | 42,722 63,199        | 4         | Nya Zeeland W 42,294 63,839      | 4 FB      | Australien W 42,331 63,783       | 3         |

Lagförföljelse
| Idrottare                                                                  | Gren                    | Kval     | Kval      | Semifinal            | Semifinal | Final                  | Final     |
| Idrottare                                                                  | Gren                    | Tid      | Placering | Motståndare Resultat | Placering | Motståndare Resultat   | Placering |
| -------------------------------------------------------------------------- | ----------------------- | -------- | --------- | -------------------- | --------- | ---------------------- | --------- |
| Victoire Berteau Marion Borras Coralie Demay Valentine Fortin Marie Le Net | Damernas lagförföljelse | 4.12,502 | 5         | Kanada L 4.11,888    | 8 FD      | Nya Zeeland W 4.10,600 | 7         |

Keirin
| Idrottare        | Gren             | 1:a omgången | Återkval  | 2:a omgången     | 3:e omgången     | Final            |
| Idrottare        | Gren             | Placering    | Placering | Placering        | Placering        | Placering        |
| ---------------- | ---------------- | ------------ | --------- | ---------------- | ---------------- | ---------------- |
| Rayan Helal      | Herrarnas keirin | 1 QF         | Bye       | 3 QF             | 4                | 10               |
| Sébastien Vigier | Herrarnas keirin | 6 R          | 3         | Gick inte vidare | Gick inte vidare | Gick inte vidare |
| Coralie Demay    | Damernas keirin  | 5 R          | 4         | Gick inte vidare | Gick inte vidare | Gick inte vidare |
| Mathilde Gros    | Damernas keirin  | 6 R          | 2 QF      | 5                | Gick inte vidare | Gick inte vidare |

Omnium
| Idrottare       | Gren             | Scratch-lopp | Scratch-lopp | Tempolopp | Tempolopp | Elimineringslopp | Elimineringslopp | Poänglopp | Poänglopp | Totalt | Placering |
| Idrottare       | Gren             | Placering    | Poäng        | Placering | Poäng     | Placering        | Poäng            | Placering | Poäng     | Totalt | Placering |
| --------------- | ---------------- | ------------ | ------------ | --------- | --------- | ---------------- | ---------------- | --------- | --------- | ------ | --------- |
| Benjamin Thomas | Herrarnas omnium | 2            | 38           | 2         | 38        | 6                | 30               | 10        | 12        | 118    | 4         |
| Clara Copponi   | Damernas omnium  | DNF          | 16           | 9         | 24        | 1                | 40               | 7         | 5         | 85     | 8         |

Madison
| Idrottare                       | Gren              | Poäng | Varv | Placering |
| ------------------------------- | ----------------- | ----- | ---- | --------- |
| Donavan Grondin Benjamin Thomas | Herrarnas madison | 40    | 0    | 3         |
| Clara Copponi Marie Le Net      | Damernas madison  | 19    | 0    | 5         |

### Mountainbike
| Idrottare              | Gren                  | Tid     | Placering |
| ---------------------- | --------------------- | ------- | --------- |
| Victor Koretzky        | Herrarnas terränglopp | 1:26.00 | 5         |
| Jordan Sarrou          | Herrarnas terränglopp | 1:26.50 | 9         |
| Pauline Ferrand-Prévot | Damernas terränglopp  | 1:20.18 | 10        |
| Loana Lecomte          | Damernas terränglopp  | 1:18.43 | 6         |

### BMX
Race
| Idrottare       | Gren           | Kvartsfinal | Kvartsfinal | Semifinal        | Semifinal        | Final            | Final            |
| Idrottare       | Gren           | Poäng       | Placering   | Poäng            | Placering        | Resultat         | Placering        |
| --------------- | -------------- | ----------- | ----------- | ---------------- | ---------------- | ---------------- | ---------------- |
| Sylvain André   | Herrarnas race | 3           | 1 Q         | 11               | 3 Q              | 40,676           | 4                |
| Joris Daudet    | Herrarnas race | 3           | 1 Q         | 8                | 3 Q              | DNF              | DNF              |
| Romain Mahieu   | Herrarnas race | 10          | 3 Q         | 4                | 1 Q              | 41,952           | 6                |
| Axelle Étienne  | Damernas race  | 9           | 3 Q         | 11               | 3 Q              | 45,853           | 7                |
| Manon Valentino | Damernas race  | 15          | 5           | Gick inte vidare | Gick inte vidare | Gick inte vidare | Gick inte vidare |

Freestyle
| Idrottare        | Gren                | Seedning | Seedning  | Final    | Final     |
| Idrottare        | Gren                | Resultat | Placering | Resultat | Placering |
| ---------------- | ------------------- | -------- | --------- | -------- | --------- |
| Anthony Jeanjean | Herrarnas freestyle | 84,65    | 4         | 78,20    | 7         |

## Fotboll
Sammanfattning
| Lag                     | Gren                | Gruppspel            | Gruppspel            | Gruppspel            | Gruppspel | Kvartsfinal          | Semifinal            | Final / BM           | Final / BM       |                  |
| Lag                     | Gren                | Motståndare Resultat | Motståndare Resultat | Motståndare Resultat | Placering | Motståndare Resultat | Motståndare Resultat | Motståndare Resultat | Placering        |                  |
| ----------------------- | ------------------- | -------------------- | -------------------- | -------------------- | --------- | -------------------- | -------------------- | -------------------- | ---------------- | ---------------- |
| Frankrikes herrlandslag | Herrarnas turnering | Mexiko · L 1–4       | Sydafrika · W 4–3    | Japan · L 0–4        | 3         | Gick inte vidare     | Gick inte vidare     | Gick inte vidare     | Gick inte vidare | Gick inte vidare |

### Herrarnas turnering
Spelartrupp
Frankrikes slutgiltiga trupp presenterades den 25 juni 2021. Efter att flertalet klubbar vägrat släppa sina spelare till OS presenterades det en ny trupp den 2 juli 2021. Innan turneringens start blev Niels Nkounkou uttagen som ersättare till skadade Jérémy Gelin.
Förbundskapten: Sylvain Ripoll
| Nr | Pos. | Namn                | Födelsedatum (ålder)     | Matcher | Mål |           | Klubb               |
| -- | ---- | ------------------- | ------------------------ | ------- | --- | --------- | ------------------- |
| 1  | MV   | Paul Bernardoni     | 18 april 1997 (24 år)    |         |     | Frankrike | Angers              |
| 2  | F    | Pierre Kalulu       | 5 juni 2000 (21 år)      |         |     | Italien   | Milan               |
| 3  | F    | Melvin Bard         | 6 november 2000 (20 år)  |         |     | Frankrike | Lyon                |
| 4  | F    | Timothée Pembélé    | 9 september 2002 (18 år) |         |     | Frankrike | Paris Saint-Germain |
| 5  | F    | Niels Nkounkou      | 1 november 2000 (20 år)  |         |     | England   | Everton             |
| 6  | MF   | Lucas Tousart       | 29 april 1997 (24 år)    |         |     | Tyskland  | Hertha BSC          |
| 7  | A    | Arnaud Nordin       | 17 juni 1998 (23 år)     |         |     | Frankrike | Saint-Étienne       |
| 8  | MF   | Enzo Le Fée         | 3 februari 2000 (21 år)  |         |     | Frankrike | Lorient             |
| 9  | A    | Nathanaël Mbuku     | 16 mars 2002 (19 år)     |         |     | Frankrike | Reims               |
| 10 | A    | André-Pierre Gignac | 5 december 1985 (35 år)  |         |     | Mexiko    | UANL                |
| 11 | MF   | Téji Savanier       | 22 december 1991 (29 år) |         |     | Frankrike | Montpellier         |
| 12 | MF   | Alexis Beka Beka    | 29 mars 2001 (20 år)     |         |     | Frankrike | Caen                |
| 13 | F    | Clément Michelin    | 11 maj 1997 (24 år)      |         |     | Frankrike | Lens                |
| 14 | A    | Florian Thauvin     | 26 januari 1993 (28 år)  |         |     | Mexiko    | UANL                |
| 15 | F    | Modibo Sagnan       | 14 april 1999 (22 år)    |         |     | Spanien   | Real Sociedad       |
| 16 | MV   | Stefan Bajic        | 23 december 2001 (19 år) |         |     | Frankrike | Saint-Étienne       |
| 17 | F    | Anthony Caci        | 1 juli 1997 (24 år)      |         |     | Frankrike | Strasbourg          |
| 18 | A    | Randal Kolo Muani   | 5 december 1998 (22 år)  |         |     | Frankrike | Nantes              |
| 19 | F    | Ismaël Doukouré     | 24 juli 2003 (17 år)     |         |     | Frankrike | Valenciennes        |
| 20 | A    | Isaac Lihadji       | 4 april 2002 (19 år)     |         |     | Frankrike | Lille               |
| 22 | MV   | Dimitry Bertaud     | 6 juni 1998 (23 år)      |         |     | Frankrike | Montpellier         |

Gruppspel
| Nr | Lag       | S | V | O | F | GM | IM | MS | P |
| -- | --------- | - | - | - | - | -- | -- | -- | - |
| 1  | Japan     | 3 | 3 | 0 | 0 | 7  | 1  | +6 | 9 |
| 2  | Mexiko    | 3 | 2 | 0 | 1 | 8  | 3  | +5 | 6 |
| 3  | Frankrike | 3 | 1 | 0 | 2 | 5  | 11 | −6 | 3 |
| 4  | Sydafrika | 3 | 0 | 0 | 3 | 3  | 8  | −5 | 0 |

|             | 22 juli 2021 | Mexiko                                                                       | 4 – 1   | Frankrike                      | Tokyo Stadium                          |                                        |
| 17:00 UTC+9 | 17:00 UTC+9  | Alexis Vega 47′ Sebastián Córdova 55′ Uriel Antuna 80′ Eduardo Aguirre 90+1′ | Rapport | 69′ (str.) André-Pierre Gignac | Chofu Domare: Chris Beath (Australien) | Chofu Domare: Chris Beath (Australien) |
| 17:00 UTC+9 | 17:00 UTC+9  |                                                                              |         |                                | Chofu Domare: Chris Beath (Australien) | Chofu Domare: Chris Beath (Australien) |
| 17:00 UTC+9 | 17:00 UTC+9  |                                                                              |         |                                | Chofu Domare: Chris Beath (Australien) | Chofu Domare: Chris Beath (Australien) |

|             | 25 juli 2021 | Frankrike                                                    | 4 – 3   | Sydafrika                                                     | Saitama Stadium                     |                                     |
| 17:00 UTC+9 | 17:00 UTC+9  | André-Pierre Gignac 57′, 78′, 86′ (str.) Téji Savanier 90+3′ | Rapport | 53′ Kobamelo Kodisang 73′ Evidence Makgopa 82′ Teboho Mokoena | Saitama Domare: Kevin Ortega (Peru) | Saitama Domare: Kevin Ortega (Peru) |
| 17:00 UTC+9 | 17:00 UTC+9  |                                                              |         |                                                               | Saitama Domare: Kevin Ortega (Peru) | Saitama Domare: Kevin Ortega (Peru) |
| 17:00 UTC+9 | 17:00 UTC+9  |                                                              |         |                                                               | Saitama Domare: Kevin Ortega (Peru) | Saitama Domare: Kevin Ortega (Peru) |

|             | 28 juli 2021 | Frankrike | 0 – 4   | Japan                                                                  | International Stadium Yokohama             |                                            |
| 20:00 UTC+9 | 20:00 UTC+9  |           | Rapport | 27′ Takefusa Kubo 34′ Hiroki Sakai 70′ Koji Miyoshi 90+1′ Daizen Maeda | Yokohama Domare: Iván Barton (El Salvador) | Yokohama Domare: Iván Barton (El Salvador) |
| 20:00 UTC+9 | 20:00 UTC+9  |           |         |                                                                        | Yokohama Domare: Iván Barton (El Salvador) | Yokohama Domare: Iván Barton (El Salvador) |
| 20:00 UTC+9 | 20:00 UTC+9  |           |         |                                                                        | Yokohama Domare: Iván Barton (El Salvador) | Yokohama Domare: Iván Barton (El Salvador) |

## Friidrott
Förkortningar
- Notera– Placeringar avser endast det specifika heatet.
- Q = Tog sig vidare till nästa omgång
- q = Tog sig vidare till nästa omgång som den snabbaste förloraren eller, i teknikgrenarna, genom placering utan att nå kvalgränsen
- i.u. = Omgången fanns inte i grenen
- Bye = Idrottaren behövde inte tävla i omgången

Gång- och löpgrenar
Herrar
| Idrottare                                                           | Gren              | Heat       | Heat      | Kvartsfinal | Kvartsfinal | Semifinal        | Semifinal        | Final            | Final            |
| Idrottare                                                           | Gren              | Tid        | Placering | Tid         | Placering   | Tid              | Placering        | Tid              | Placering        |
| ------------------------------------------------------------------- | ----------------- | ---------- | --------- | ----------- | ----------- | ---------------- | ---------------- | ---------------- | ---------------- |
| Jimmy Vicaut                                                        | 100 m             | Bye        | Bye       | 10,07       | 2 Q         | 10,11            | 5                | Gick inte vidare | Gick inte vidare |
| Pierre-Ambroise Bosse                                               | 800 m             | 1.45,97    | 6 q       | i.u.        | i.u.        | 1.48,62          | 6                | Gick inte vidare | Gick inte vidare |
| Benjamin Robert                                                     | 800 m             | 1.47,12    | 5         | i.u.        | i.u.        | Gick inte vidare | Gick inte vidare | Gick inte vidare | Gick inte vidare |
| Gabriel Tual                                                        | 800 m             | 1.45,63    | 3 Q       | i.u.        | i.u.        | 1.44,28          | 3 q              | 1.46,03          | 7                |
| Azzedine Habz                                                       | 1 500 m           | 3.41,24    | 4 Q       | i.u.        | i.u.        | 3.35,12          | 10               | Gick inte vidare | Gick inte vidare |
| Alexis Miellet                                                      | 1 500 m           | 3.41,23    | 14        | i.u.        | i.u.        | Gick inte vidare | Gick inte vidare | Gick inte vidare | Gick inte vidare |
| Baptiste Mischler                                                   | 1 500 m           | 3.37,53    | 11        | i.u.        | i.u.        | Gick inte vidare | Gick inte vidare | Gick inte vidare | Gick inte vidare |
| Jimmy Gressier                                                      | 5 000 m           | 13.33,47   | 9 q       | i.u.        | i.u.        | i.u.             | i.u.             | 13.11,33         | 13               |
| Hugo Hay                                                            | 5 000 m           | 13.39,95   | 7         | i.u.        | i.u.        | i.u.             | i.u.             | Gick inte vidare | Gick inte vidare |
| Morhad Amdouni                                                      | 10 000 m          | i.u.       | i.u.      | i.u.        | i.u.        | i.u.             | i.u.             | 27.53,58         | 10               |
| Wilhem Belocian                                                     | 110 m häck        | 0DSQ0      | 0DSQ0     | i.u.        | i.u.        | Gick inte vidare | Gick inte vidare | Gick inte vidare | Gick inte vidare |
| Pascal Martinot-Lagarde                                             | 110 m häck        | 13,37      | 2 Q       | i.u.        | i.u.        | 13,25            | 2 Q              | 13,16            | 5                |
| Aurel Manga                                                         | 110 m häck        | 13,24      | 1 Q       | i.u.        | i.u.        | 13,24            | 2 Q              | 13,38            | 8                |
| Wilfried Happio                                                     | 400 m häck        | 49,39      | 5 q       | i.u.        | i.u.        | 49,49            | 7                | Gick inte vidare | Gick inte vidare |
| Ludvy Vaillant                                                      | 400 m häck        | 49,23      | 5 q       | i.u.        | i.u.        | 49,02            | 7                | Gick inte vidare | Gick inte vidare |
| Djilali Bedrani                                                     | 3 000 m hinder    | 8.20,23    | 7         | i.u.        | i.u.        | i.u.             | i.u.             | Gick inte vidare | Gick inte vidare |
| Louis Gilavert                                                      | 3 000 m hinder    | 8.36,35    | 12        | i.u.        | i.u.        | i.u.             | i.u.             | Gick inte vidare | Gick inte vidare |
| Alexis Phelut                                                       | 3 000 m hinder    | 8.19,36    | 3 Q       | i.u.        | i.u.        | i.u.             | i.u.             | 8.23,14          | 12               |
| Gabriel Bordier                                                     | 20 km gång        | i.u.       | i.u.      | i.u.        | i.u.        | i.u.             | i.u.             | 1:25.23          | 24               |
| Kévin Campion                                                       | 20 km gång        | i.u.       | i.u.      | i.u.        | i.u.        | i.u.             | i.u.             | 1:23.53          | 16               |
| Yohann Diniz                                                        | 50 km gång        | i.u.       | i.u.      | i.u.        | i.u.        | i.u.             | i.u.             | 0DNF0            | 0DNF0            |
| Nicolas Navarro                                                     | Maraton           | i.u.       | i.u.      | i.u.        | i.u.        | i.u.             | i.u.             | 2:12.50          | 12               |
| Morhad Amdouni                                                      | Maraton           | i.u.       | i.u.      | i.u.        | i.u.        | i.u.             | i.u.             | 2:14.33          | 17               |
| Hassan Chahdi                                                       | Maraton           | i.u.       | i.u.      | i.u.        | i.u.        | i.u.             | i.u.             | 2:18.40          | 45               |
| Mouhamadou Fall Jimmy Vicaut Méba-Mickaël Zézé Ryan Zézé            | 4 × 100 m stafett | 38,18      | 4         | i.u.        | i.u.        | i.u.             | i.u.             | Gick inte vidare | Gick inte vidare |
| Gilles Biron Thomas Jordier Muhammad Abdallah Kounta Ludovic Ouceni | 4 × 400 m stafett | 3.00,81 PB | 6         | i.u.        | i.u.        | i.u.             | i.u.             | Gick inte vidare | Gick inte vidare |

Damer
| Idrottare                                                       | Gren              | Heat    | Heat      | Kvartsfinal      | Kvartsfinal      | Semifinal        | Semifinal        | Final            | Final            |
| Idrottare                                                       | Gren              | Tid     | Placering | Tid              | Placering        | Tid              | Placering        | Tid              | Placering        |
| --------------------------------------------------------------- | ----------------- | ------- | --------- | ---------------- | ---------------- | ---------------- | ---------------- | ---------------- | ---------------- |
| Gemina Joseph                                                   | 200 m             | 22,94   | 3 Q       | i.u.             | i.u.             | 23,19            | 7                | Gick inte vidare | Gick inte vidare |
| Amandine Brossier                                               | 400 m             | i.u.    | i.u.      | 51,65            | 2 Q              | 51,30            | 6                | Gick inte vidare | Gick inte vidare |
| Rénelle Lamote                                                  | 800 m             | 2.01,92 | 1 Q       | 1.59,40          | 5                | Gick inte vidare | Gick inte vidare | Gick inte vidare | Gick inte vidare |
| Cyréna Samba-Mayela                                             | 100 m häck        | 0DNS0   | 0DNS0     | Gick inte vidare | Gick inte vidare | Gick inte vidare | Gick inte vidare | Gick inte vidare | Gick inte vidare |
| Laura Valette                                                   | 100 m häck        | 0DSQ0   | 0DSQ0     | Gick inte vidare | Gick inte vidare | Gick inte vidare | Gick inte vidare | Gick inte vidare | Gick inte vidare |
| Susan Jeptooo Kipsang                                           | Maraton           | i.u.    | i.u.      | i.u.             | i.u.             | i.u.             | i.u.             | 2:36.29          | 38               |
| Gémima Joseph Cynthia Leduc Orlann Ombissa-Dzangue Carolle Zahi | 4 × 100 m stafett | 42,68   | 4 q       | i.u.             | i.u.             | i.u.             | i.u.             | 42,89            | 7                |
| Amandine Brossier Floria Gueï Sokhna Lacoste Brigitte Ntiamoah  | 4 × 400 m stafett | 3.25,07 | 5         | i.u.             | i.u.             | i.u.             | i.u.             | Gick inte vidare | Gick inte vidare |

Teknikgrenar
Herrar
| Idrottare            | Gren           | Kval    | Kval      | Final            | Final            |
| Idrottare            | Gren           | Distans | Placering | Distans          | Placering        |
| -------------------- | -------------- | ------- | --------- | ---------------- | ---------------- |
| Augustin Bey         | Längdhopp      | NM      |           | Gick inte vidare | Gick inte vidare |
| Benjamin Compaoré    | Tresteg        | 16,59   | 19        | Gick inte vidare | Gick inte vidare |
| Jean-Marc Pontvianne | Tresteg        | NM      | -         | Gick inte vidare | Gick inte vidare |
| Melvin Raffin        | Tresteg        | 16,83   | 11 q      | NM               | -                |
| Ethan Cormont        | Stavhopp       | 5,50    | 22        | Gick inte vidare | Gick inte vidare |
| Renaud Lavillenie    | Stavhopp       | 5,75    | 6 Q       | 5,70             | 8                |
| Valentin Lavillenie  | Stavhopp       | 5,65    | 17        | Gick inte vidare | Gick inte vidare |
| Lolassonn Djouhan    | Diskuskastning | 60,74   | 21        | Gick inte vidare | Gick inte vidare |
| Quentin Bigot        | Släggkastning  | 78,73   | 4 Q       | 79,39            | 5                |

Damer
| Idrottare            | Gren           | Kval    | Kval      | Final            | Final            |
| Idrottare            | Gren           | Distans | Placering | Distans          | Placering        |
| -------------------- | -------------- | ------- | --------- | ---------------- | ---------------- |
| Yanis David          | Längdhopp      | 6,27    | 23        | Gick inte vidare | Gick inte vidare |
| Rouguy Diallo        | Tresteg        | 14,29   | 10 q      | 14,38            | 9                |
| Mélina Robert-Michon | Diskuskastning | 60,88   | 14        | Gick inte vidare | Gick inte vidare |
| Alexandra Tavernier  | Släggkastning  | 73,51   | 5 Q       | 74,41            | 4                |

Mångkamp – Herrarnas tiokamp
| Idrottare   | Gren     | 100 m | LH   | KS    | HH   | 400 m | 110H  | DK    | SH   | SK    | 1 500 m | Totalt | Placering |
| ----------- | -------- | ----- | ---- | ----- | ---- | ----- | ----- | ----- | ---- | ----- | ------- | ------ | --------- |
| Kevin Mayer | Resultat | 10,68 | 7,50 | 15,07 | 2,08 | 50,31 | 13,90 | 48,08 | 5,20 | 73,09 | 4.43,17 | 8 726  | 2         |
| Kevin Mayer | Poäng    | 933   | 935  | 794   | 878  | 800   | 987   | 830   | 972  | 937   | 660     | 8 726  | 2         |

## Fäktning
Herrar
| Idrottare                                                    | Gren                 | 32-delsfinal         | Sextondelsfinal          | Åttondelsfinal           | Kvartsfinal           | Semifinal                                   | Final / BM                            | Final / BM       |
| Idrottare                                                    | Gren                 | Motståndare Resultat | Motståndare Resultat     | Motståndare Resultat     | Motståndare Resultat  | Motståndare Resultat                        | Motståndare Resultat                  | Placering        |
| ------------------------------------------------------------ | -------------------- | -------------------- | ------------------------ | ------------------------ | --------------------- | ------------------------------------------- | ------------------------------------- | ---------------- |
| Alexandre Bardenet                                           | Värja                | Bye                  | McDowald (USA) W 15–12   | Santarelli (ITA) L 11–15 | Gick inte vidare      | Gick inte vidare                            | Gick inte vidare                      | Gick inte vidare |
| Yannick Borel                                                | Värja                | Bye                  | El-Sayed (EGY) L 11–15   | Gick inte vidare         | Gick inte vidare      | Gick inte vidare                            | Gick inte vidare                      | Gick inte vidare |
| Romain Cannone                                               | Värja                | Bye                  | Limardo (VEN) W 15–12    | Verwijlen (NED) W 15–11  | Bida (ROC) W 15–12    | Reizlin (UKR) W 15–10                       | Siklósi (HUN) W 15–10                 | 1                |
| Alexandre Bardenet Yannick Borel Romain Cannone Ronan Gustin | Lagtävling i värja   | i.u.                 | i.u.                     | Bye                      | Japan L 44–45         | Semifinal för placering 5–8 Schweiz W 45–37 | Match om femteplatsen Ukraina W 45–39 | 5                |
| Enzo Lefort                                                  | Florett              | Bye                  | Cervantes (MEX) W 15–11  | Saito (JPN) W 15–4       | Garozzo (ITA) L 10–15 | Gick inte vidare                            | Gick inte vidare                      | Gick inte vidare |
| Julien Mertine                                               | Florett              | Bye                  | Cheung K-l (HKG) L 12–15 | Gick inte vidare         | Gick inte vidare      | Gick inte vidare                            | Gick inte vidare                      | Gick inte vidare |
| Maxime Pauty                                                 | Florett              | Bye                  | Matsuyama (JPN) L 7–15   | Gick inte vidare         | Gick inte vidare      | Gick inte vidare                            | Gick inte vidare                      | Gick inte vidare |
| Erwann Le Péchoux Enzo Lefort Julien Mertine Maxime Pauty    | Lagtävling i florett | i.u.                 | i.u.                     | Bye                      | Egypten W 45–34       | Japan W 45–42                               | ROC W 45–28                           | 1                |
| Boladé Apithy                                                | Sabel                | Bye                  | Rahbari (IRI) L 13–15    | Gick inte vidare         | Gick inte vidare      | Gick inte vidare                            | Gick inte vidare                      | Gick inte vidare |

Damer
| Idrottare                                                 | Gren                 | 32-delsfinal         | Sextondelsfinal           | Åttondelsfinal              | Kvartsfinal           | Semifinal                 | Final / BM           | Final / BM       |
| Idrottare                                                 | Gren                 | Motståndare Resultat | Motståndare Resultat      | Motståndare Resultat        | Motståndare Resultat  | Motståndare Resultat      | Motståndare Resultat | Placering        |
| --------------------------------------------------------- | -------------------- | -------------------- | ------------------------- | --------------------------- | --------------------- | ------------------------- | -------------------- | ---------------- |
| Coraline Vitalis                                          | Värja                | Bye                  | Beljajeva (EST) L 5–15    | Gick inte vidare            | Gick inte vidare      | Gick inte vidare          | Gick inte vidare     | Gick inte vidare |
| Anita Blaze                                               | Florett              | Bye                  | Guo (CAN) L 12–15         | Gick inte vidare            | Gick inte vidare      | Gick inte vidare          | Gick inte vidare     | Gick inte vidare |
| Pauline Ranvier                                           | Florett              | Bye                  | Harvey (CAN) L 9–15       | Gick inte vidare            | Gick inte vidare      | Gick inte vidare          | Gick inte vidare     | Gick inte vidare |
| Ysaora Thibus                                             | Florett              | Bye                  | Pásztor (HUN) W 15–13     | Korobejnikova (ROC) L 12–15 | Gick inte vidare      | Gick inte vidare          | Gick inte vidare     | Gick inte vidare |
| Anita Blaze Astrid Guyart Pauline Ranvier Ysaora Thibus   | Lagtävling i florett | i.u.                 | i.u.                      | i.u.                        | Kanada W 45–29        | Italien W 45–43           | ROC L 34–45          | 2                |
| Cécilia Berder                                            | Sabel                | Bye                  | Choi S-y (KOR) L 11–15    | Gick inte vidare            | Gick inte vidare      | Gick inte vidare          | Gick inte vidare     | Gick inte vidare |
| Manon Brunet                                              | Sabel                | Bye                  | Bhavani Devi (IND) W 15–7 | Emura (JPN) W 15–12         | Nikitina (ROC) W 15–5 | Pozdnjakova (ROC) L 10–15 | Márton (HUN) W 15–6  | 3                |
| Charlotte Lembach                                         | Sabel                | Bye                  | Vecchi (ITA) L 11–15      | Gick inte vidare            | Gick inte vidare      | Gick inte vidare          | Gick inte vidare     | Gick inte vidare |
| Sara Balzer Cécilia Berder Manon Brunet Charlotte Lembach | Lagtävling i sabel   | i.u.                 | i.u.                      | Bye                         | USA W 45–30           | Italien W 45–39           | ROC L 41–45          | 2                |

## Golf
| Idrottare        | Gren              | Omgång 1 | Omgång 2 | Omgång 3 | Omgång 4 | Totalt | Totalt   | Totalt    |
| Idrottare        | Gren              | Poäng    | Poäng    | Poäng    | Poäng    | Poäng  | Från par | Placering |
| ---------------- | ----------------- | -------- | -------- | -------- | -------- | ------ | -------- | --------- |
| Romain Langasque | Herrarnas tävling | 69       | 70       | 69       | 69       | 277    | −7       | =35       |
| Antoine Rozner   | Herrarnas tävling | 68       | 69       | 73       | 70       | 280    | −4       | =45       |
| Céline Boutier   | Damernas tävling  | 73       | 68       | 72       | 69       | 282    | −2       | =34       |
| Perrine Delacour | Damernas tävling  | 70       | 70       | 69       | 71       | 280    | −4       | =29       |

## Gymnastik

### Artistisk
Herrar
| Idrottare       | Gren                 | Kval    | Kval    | Kval    | Kval    | Kval    | Kval    | Kval   | Kval      | Final            | Final            | Final            | Final            | Final            | Final            | Final            | Final            |
| Idrottare       | Gren                 | Redskap | Redskap | Redskap | Redskap | Redskap | Redskap | Totalt | Placering | Redskap          | Redskap          | Redskap          | Redskap          | Redskap          | Redskap          | Totalt           | Placering        |
| Idrottare       | Gren                 | F       | BH      | Ri      | H       | B       | Rä      | Totalt | Placering | F                | BH               | Ri               | H                | B                | Rä               | Totalt           | Placering        |
| --------------- | -------------------- | ------- | ------- | ------- | ------- | ------- | ------- | ------ | --------- | ---------------- | ---------------- | ---------------- | ---------------- | ---------------- | ---------------- | ---------------- | ---------------- |
| Samir Aït Saïd  | Ringar               | —       | —       | 15,066  | —       | —       | —       | 15,066 | 3 Q       | —                | —                | 14,900           | —                | —                | —                | 14,900           | 4                |
| Loris Frasca    | Individuell mångkamp | 13,700  | 13,766  | 13,100  | 13,366  | 13,433  | 12,833  | 80,332 | 44        | Gick inte vidare | Gick inte vidare | Gick inte vidare | Gick inte vidare | Gick inte vidare | Gick inte vidare | Gick inte vidare | Gick inte vidare |
| Cyril Tommasone | Bygelhäst            | —       | 13,100  | —       | —       | —       | —       | 13,100 | 43        | Gick inte vidare | Gick inte vidare | Gick inte vidare | Gick inte vidare | Gick inte vidare | Gick inte vidare | Gick inte vidare | Gick inte vidare |

Damer
Lag
| Marine Boyer                | Lagmångkamp | 13,733 | 10,400 | 13,466 | 12,733 | 50,332  | 60   | —      | —      | 12,066 | 13,000 | —       | — | — | — |
| Mélanie de Jesus dos Santos | Lagmångkamp | 14,466 | 14,566 | 13,233 | 13,166 | 55,431  | 10 Q | 14,500 | 14,200 | 13,566 | 13,700 | —       | — | — | — |
| Aline Friess                | Lagmångkamp | 14,966 | 13,666 | 12,500 | 12,500 | 53,632  | 25   | 14,900 | 13,733 | —      | —      | —       | — | — | — |
| Carolann Héduit             | Lagmångkamp | 14,233 | 13,966 | 13,200 | 12,900 | 54,299  | 18 Q | 14,200 | 13,466 | 12,833 | 13,100 | —       | — | — | — |
| Totalt                      | Lagmångkamp | 43,665 | 42,198 | 39,899 | 38,799 | 164,561 | 4 Q  | 43,600 | 41,399 | 38,465 | 39,800 | 163,264 | 6 |   |   |

Individuellt
| Idrottare                   | Gren                 | Kval                      | Kval                      | Kval                      | Kval                      | Kval                      | Kval                      | Final   | Final   | Final   | Final   | Final  | Final     |
| Idrottare                   | Gren                 | Redskap                   | Redskap                   | Redskap                   | Redskap                   | Totalt                    | Placering                 | Redskap | Redskap | Redskap | Redskap | Totalt | Placering |
| Idrottare                   | Gren                 | H                         | Ba                        | Bo                        | F                         | Totalt                    | Placering                 | H       | Ba      | Bo      | F       | Totalt | Placering |
| --------------------------- | -------------------- | ------------------------- | ------------------------- | ------------------------- | ------------------------- | ------------------------- | ------------------------- | ------- | ------- | ------- | ------- | ------ | --------- |
| Mélanie de Jesus dos Santos | Individuell mångkamp | Se resultat i lagmångkamp | Se resultat i lagmångkamp | Se resultat i lagmångkamp | Se resultat i lagmångkamp | Se resultat i lagmångkamp | Se resultat i lagmångkamp | 14,366  | 13,833  | 12,166  | 13,333  | 53,698 | 11        |
| Carolann Héduit             | Individuell mångkamp | Se resultat i lagmångkamp | Se resultat i lagmångkamp | Se resultat i lagmångkamp | Se resultat i lagmångkamp | Se resultat i lagmångkamp | Se resultat i lagmångkamp | 14,400  | 13,566  | 12,566  | 13,033  | 53,565 | 12        |

### Trampolin
| Idrottare     | Gren                | Kval     | Kval      | Final            | Final            |
| Idrottare     | Gren                | Resultat | Placering | Resultat         | Placering        |
| ------------- | ------------------- | -------- | --------- | ---------------- | ---------------- |
| Allan Morante | Herrarnas trampolin | 21,080   | 16        | Gick inte vidare | Gick inte vidare |
| Léa Labrousse | Damernas trampolin  | 68,085   | 12        | Gick inte vidare | Gick inte vidare |

## Handboll
Sammanfattning
| Lag                     | Gren                | Gruppspel            | Gruppspel            | Gruppspel            | Gruppspel            | Gruppspel            | Gruppspel | Kvartsfinal             | Semifinal            | Final / BM           | Final / BM |
| Lag                     | Gren                | Motståndare Resultat | Motståndare Resultat | Motståndare Resultat | Motståndare Resultat | Motståndare Resultat | Placering | Motståndare Resultat    | Motståndare Resultat | Motståndare Resultat | Placering  |
| ----------------------- | ------------------- | -------------------- | -------------------- | -------------------- | -------------------- | -------------------- | --------- | ----------------------- | -------------------- | -------------------- | ---------- |
| Frankrikes herrlandslag | Herrarnas turnering | Argentina · W 33–27  | Brasilien · W 34–29  | Tyskland · W 30–29   | Spanien · W 36–31    | Norge · L 29–32      | 1 Q       | Bahrain · W 42–28       | Egypten · W 27–23    | Danmark · W 25–23    | 1          |
| Frankrikes damlandslag  | Damernas turnering  | Ungern · W 30–29     | Spanien · L 25–28    | Sverige · T 28–28    | ROC · L 27–28        | Brasilien · W 29–22  | 3 Q       | Nederländerna · W 32–22 | Sverige · W 29–27    | ROC · W 30–25        | 1          |

### Herrarnas turnering
Spelartrupp
2 augusti ersattes Timothey N'Guessan av Romain Lagarde.
| \| \| Pos. \| Namn \| Ålder \| \| Klubb \| \| -- \| ---- \| ------------------------ \| ------------------ \| \| -------------------------- \| \| 5 \| M9 \| Nedim Remili (FRA) \| 26 år (1995-07-18) \| \| Paris-Saint Germain \| \| 7 \| V9 \| Romain Lagarde (FRA) \| 24 år (1997-03-05) \| \| Pays d'Aix Université Club \| \| 9 \| H9 \| Melvyn Richardson (FRA) \| 24 år (1997-01-31) \| \| FC Barcelona \| \| 10 \| H9 \| Dika Mem (FRA) \| 23 år (1997-08-31) \| \| FC Barcelona \| \| 11 \| M6 \| Nicolas Tournat (FRA) \| 27 år (1994-04-05) \| \| Łomża Vive Kielce \| \| 12 \| MV \| Vincent Gérard (FRA) \| 34 år (1986-12-16) \| \| Paris-Saint Germain \| \| 13 \| V9 \| Nikola Karabatić (FRA) \| 37 år (1984-04-11) \| \| Paris-Saint Germain \| \| 14 \| M9 \| Kentin Mahé (FRA) \| 30 år (1991-05-22) \| \| Telekom Veszprém \| \| 16 \| MV \| Yann Genty (FRA) \| 39 år (1981-12-26) \| \| Paris-Saint Germain \| \| 17 \| V9 \| Timothey N'Guessan (FRA) \| 28 år (1992-09-18) \| \| FC Barcelona \| \| 19 \| H6 \| Luc Abalo (FRA) \| 36 år (1984-09-06) \| \| Ej under kontrakt \| \| 21 \| V6 \| Michaël Guigou (FRA) \| 39 år (1982-01-28) \| \| USAM Nîmes Gard \| \| 22 \| M6 \| Luka Karabatić (FRA) \| 33 år (1988-04-19) \| \| Paris-Saint Germain \| \| 23 \| M6 \| Ludovic Fabregas (FRA) \| 25 år (1996-07-01) \| \| FC Barcelona \| \| 25 \| V6 \| Hugo Descat (FRA) \| 28 år (1992-08-16) \| \| Montpellier HB \| \| 28 \| H6 \| Valentin Porte (FRA) \| 30 år (1990-09-07) \| \| Montpellier HB \| | Förbundskapten: Guillaume Gille                                                                                   |                          |                    |           |                            |       |
| \| \| Pos. \| Namn \| Ålder \| \| Klubb \| \| -- \| ---- \| ------------------------ \| ------------------ \| \| -------------------------- \| \| 5 \| M9 \| Nedim Remili (FRA) \| 26 år (1995-07-18) \| \| Paris-Saint Germain \| \| 7 \| V9 \| Romain Lagarde (FRA) \| 24 år (1997-03-05) \| \| Pays d'Aix Université Club \| \| 9 \| H9 \| Melvyn Richardson (FRA) \| 24 år (1997-01-31) \| \| FC Barcelona \| \| 10 \| H9 \| Dika Mem (FRA) \| 23 år (1997-08-31) \| \| FC Barcelona \| \| 11 \| M6 \| Nicolas Tournat (FRA) \| 27 år (1994-04-05) \| \| Łomża Vive Kielce \| \| 12 \| MV \| Vincent Gérard (FRA) \| 34 år (1986-12-16) \| \| Paris-Saint Germain \| \| 13 \| V9 \| Nikola Karabatić (FRA) \| 37 år (1984-04-11) \| \| Paris-Saint Germain \| \| 14 \| M9 \| Kentin Mahé (FRA) \| 30 år (1991-05-22) \| \| Telekom Veszprém \| \| 16 \| MV \| Yann Genty (FRA) \| 39 år (1981-12-26) \| \| Paris-Saint Germain \| \| 17 \| V9 \| Timothey N'Guessan (FRA) \| 28 år (1992-09-18) \| \| FC Barcelona \| \| 19 \| H6 \| Luc Abalo (FRA) \| 36 år (1984-09-06) \| \| Ej under kontrakt \| \| 21 \| V6 \| Michaël Guigou (FRA) \| 39 år (1982-01-28) \| \| USAM Nîmes Gard \| \| 22 \| M6 \| Luka Karabatić (FRA) \| 33 år (1988-04-19) \| \| Paris-Saint Germain \| \| 23 \| M6 \| Ludovic Fabregas (FRA) \| 25 år (1996-07-01) \| \| FC Barcelona \| \| 25 \| V6 \| Hugo Descat (FRA) \| 28 år (1992-08-16) \| \| Montpellier HB \| \| 28 \| H6 \| Valentin Porte (FRA) \| 30 år (1990-09-07) \| \| Montpellier HB \| | Positioner: MV - Målvakt V6 - Vänstersexa V9 - Vänsternia M6 - Mittsexa M9 - Mittnia H6 - Högersexa H9 - Högernia |                          |                    |           |                            |       |
| \| \| Pos. \| Namn \| Ålder \| \| Klubb \| \| -- \| ---- \| ------------------------ \| ------------------ \| \| -------------------------- \| \| 5 \| M9 \| Nedim Remili (FRA) \| 26 år (1995-07-18) \| \| Paris-Saint Germain \| \| 7 \| V9 \| Romain Lagarde (FRA) \| 24 år (1997-03-05) \| \| Pays d'Aix Université Club \| \| 9 \| H9 \| Melvyn Richardson (FRA) \| 24 år (1997-01-31) \| \| FC Barcelona \| \| 10 \| H9 \| Dika Mem (FRA) \| 23 år (1997-08-31) \| \| FC Barcelona \| \| 11 \| M6 \| Nicolas Tournat (FRA) \| 27 år (1994-04-05) \| \| Łomża Vive Kielce \| \| 12 \| MV \| Vincent Gérard (FRA) \| 34 år (1986-12-16) \| \| Paris-Saint Germain \| \| 13 \| V9 \| Nikola Karabatić (FRA) \| 37 år (1984-04-11) \| \| Paris-Saint Germain \| \| 14 \| M9 \| Kentin Mahé (FRA) \| 30 år (1991-05-22) \| \| Telekom Veszprém \| \| 16 \| MV \| Yann Genty (FRA) \| 39 år (1981-12-26) \| \| Paris-Saint Germain \| \| 17 \| V9 \| Timothey N'Guessan (FRA) \| 28 år (1992-09-18) \| \| FC Barcelona \| \| 19 \| H6 \| Luc Abalo (FRA) \| 36 år (1984-09-06) \| \| Ej under kontrakt \| \| 21 \| V6 \| Michaël Guigou (FRA) \| 39 år (1982-01-28) \| \| USAM Nîmes Gard \| \| 22 \| M6 \| Luka Karabatić (FRA) \| 33 år (1988-04-19) \| \| Paris-Saint Germain \| \| 23 \| M6 \| Ludovic Fabregas (FRA) \| 25 år (1996-07-01) \| \| FC Barcelona \| \| 25 \| V6 \| Hugo Descat (FRA) \| 28 år (1992-08-16) \| \| Montpellier HB \| \| 28 \| H6 \| Valentin Porte (FRA) \| 30 år (1990-09-07) \| \| Montpellier HB \| | | Pos.                     | Namn               | Ålder     |                            | Klubb |
| 5 | M9 | Nedim Remili (FRA)       | 26 år (1995-07-18) | Frankrike | Paris-Saint Germain        |       |
| 7 | V9 | Romain Lagarde (FRA)     | 24 år (1997-03-05) | Frankrike | Pays d'Aix Université Club |       |
| 9 | H9 | Melvyn Richardson (FRA)  | 24 år (1997-01-31) | Spanien   | FC Barcelona               |       |
| 10 | H9 | Dika Mem (FRA)           | 23 år (1997-08-31) | Spanien   | FC Barcelona               |       |
| 11 | M6 | Nicolas Tournat (FRA)    | 27 år (1994-04-05) | Polen     | Łomża Vive Kielce          |       |
| 12 | MV | Vincent Gérard (FRA)     | 34 år (1986-12-16) | Frankrike | Paris-Saint Germain        |       |
| 13 | V9 | Nikola Karabatić (FRA)   | 37 år (1984-04-11) | Frankrike | Paris-Saint Germain        |       |
| 14 | M9 | Kentin Mahé (FRA)        | 30 år (1991-05-22) | Ungern    | Telekom Veszprém           |       |
| 16 | MV | Yann Genty (FRA)         | 39 år (1981-12-26) | Frankrike | Paris-Saint Germain        |       |
| 17 | V9 | Timothey N'Guessan (FRA) | 28 år (1992-09-18) | Spanien   | FC Barcelona               |       |
| 19 | H6 | Luc Abalo (FRA)          | 36 år (1984-09-06) |           | Ej under kontrakt          |       |
| 21 | V6 | Michaël Guigou (FRA)     | 39 år (1982-01-28) | Frankrike | USAM Nîmes Gard            |       |
| 22 | M6 | Luka Karabatić (FRA)     | 33 år (1988-04-19) | Frankrike | Paris-Saint Germain        |       |
| 23 | M6 | Ludovic Fabregas (FRA)   | 25 år (1996-07-01) | Spanien   | FC Barcelona               |       |
| 25 | V6 | Hugo Descat (FRA)        | 28 år (1992-08-16) | Frankrike | Montpellier HB             |       |
| 28 | H6 | Valentin Porte (FRA)     | 30 år (1990-09-07) | Frankrike | Montpellier HB             |       |

Gruppspel
| Lag       | S | V | O | F | GM  | IM  | MS  | P |
| --------- | - | - | - | - | --- | --- | --- | - |
| Frankrike | 5 | 4 | 0 | 1 | 162 | 148 | +14 | 8 |
| Spanien   | 5 | 4 | 0 | 1 | 155 | 142 | +13 | 8 |
| Tyskland  | 5 | 3 | 0 | 2 | 146 | 131 | +15 | 6 |
| Norge     | 5 | 3 | 0 | 2 | 136 | 132 | +4  | 6 |
| Brasilien | 5 | 1 | 0 | 4 | 128 | 145 | −17 | 2 |
| Argentina | 5 | 0 | 0 | 5 | 125 | 154 | −29 | 0 |

|       | 24 juli 2021 | Frankrike    | 33 – 27           | Argentina    | Yoyogi National Gymnasium, Tokyo |                                |
| 11:00 | 11:00        | Richardson 7 | (12 – 10) Rapport | D. Simonet 8 | Domare: Belkhiri, Hamidi (ALG)   | Domare: Belkhiri, Hamidi (ALG) |
| 11:00 | 11:00        |              |                   |              | Domare: Belkhiri, Hamidi (ALG)   | Domare: Belkhiri, Hamidi (ALG) |
| 11:00 | 11:00        |              |                   |              | Domare: Belkhiri, Hamidi (ALG)   | Domare: Belkhiri, Hamidi (ALG) |

|       | 26 juli 2021 | Brasilien | 29 – 34           | Frankrike     | Yoyogi National Gymnasium, Tokyo  |                                   |
| 09:00 | 09:00        | Dutra 10  | (13 – 16) Rapport | tre spelare 4 | Domare: Kurtagic, Wetterwik (SWE) | Domare: Kurtagic, Wetterwik (SWE) |
| 09:00 | 09:00        |           |                   |               | Domare: Kurtagic, Wetterwik (SWE) | Domare: Kurtagic, Wetterwik (SWE) |
| 09:00 | 09:00        |           |                   |               | Domare: Kurtagic, Wetterwik (SWE) | Domare: Kurtagic, Wetterwik (SWE) |

|       | 28 juli 2021 | Frankrike | 30 – 29           | Tyskland    | Yoyogi National Gymnasium, Tokyo |                                  |
| 21:30 | 21:30        | Mem 6     | (16 – 13) Rapport | Kastening 7 | Domare: Nachevski, Nikolov (MKD) | Domare: Nachevski, Nikolov (MKD) |
| 21:30 | 21:30        |           |                   |             | Domare: Nachevski, Nikolov (MKD) | Domare: Nachevski, Nikolov (MKD) |
| 21:30 | 21:30        |           |                   |             | Domare: Nachevski, Nikolov (MKD) | Domare: Nachevski, Nikolov (MKD) |

|       | 30 juli 2021 | Frankrike | 36 – 31           | Spanien             | Yoyogi National Gymnasium, Tokyo |                                |
| 14:15 | 14:15        | Remili 9  | (18 – 12) Rapport | Dujshebaev, Gómez 5 | Domare: Horáček, Novotný (CZE)   | Domare: Horáček, Novotný (CZE) |
| 14:15 | 14:15        |           |                   |                     | Domare: Horáček, Novotný (CZE)   | Domare: Horáček, Novotný (CZE) |
| 14:15 | 14:15        |           |                   |                     | Domare: Horáček, Novotný (CZE)   | Domare: Horáček, Novotný (CZE) |

|       | 1 augusti 2021 | Norge     | 32 – 29           | Frankrike              | Yoyogi National Gymnasium, Tokyo |                                  |
| 16:15 | 16:15          | Sagosen 7 | (15 – 15) Rapport | Descat, N. Karabatić 5 | Domare: Nachevski, Nikolov (MKD) | Domare: Nachevski, Nikolov (MKD) |
| 16:15 | 16:15          |           |                   |                        | Domare: Nachevski, Nikolov (MKD) | Domare: Nachevski, Nikolov (MKD) |
| 16:15 | 16:15          |           |                   |                        | Domare: Nachevski, Nikolov (MKD) | Domare: Nachevski, Nikolov (MKD) |

Utslagsspel
|  | Kvartsfinal | Kvartsfinal | Kvartsfinal |    |          | Semifinal | Semifinal | Semifinal |            |            | Final      | Final   | Final |
|  |             |             |             |    |          |           |           |           |            |            |            |         |       |
|  | A1          | Frankrike   | 42          |    |          |           |           |           |            |            |            |         |       |
|  |             |             | 42          |    |          |           |           |           |            |            |            |         |       |
|  | B4          | Bahrain     | 28          |    |          |           |           |           |            |            |            |         |       |
|  | B4          | Bahrain     | 28          |    | A1       | Frankrike | 27        |           |            |            |            |         |       |
|  |             |             |             |    | A1       | Frankrike | 27        |           |            |            |            |         |       |
|  |             | B2          | Egypten     | 23 |          |           |           |           |            |            |            |         |       |
|  | A3          | B2          | Egypten     | 23 | Tyskland | 26        |           |           |            |            |            |         |       |
|  | A3          |             |             |    | Tyskland | 26        |           |           |            |            |            |         |       |
|  | B2          | Egypten     | 31          |    |          |           |           |           |            |            |            |         |       |
|  |             |             |             |    |          |           |           |           |            | A1         | Frankrike  | 25      |       |
|  |             |             |             |    |          |           |           |           |            | B1         | Danmark    | 23      |       |
|  | B3          | Sverige     | 33          |    |          |           |           |           |            |            |            |         |       |
|  | B3          | Sverige     | 33          |    |          |           |           |           |            |            |            |         |       |
|  | A2          | Spanien     | 34          |    |          |           |           |           |            |            |            |         |       |
|  | A2          | Spanien     | 34          |    | A2       | Spanien   | 23        |           | Bronsmatch | Bronsmatch | Bronsmatch |         |       |
|  |             |             |             |    | A2       | Spanien   | 23        |           | Bronsmatch | Bronsmatch | Bronsmatch |         |       |
|  |             | B1          | Danmark     | 27 |          |           |           |           |            |            |            |         |       |
|  | B1          | B1          | Danmark     | 27 | Danmark  | 31        |           | B2        | Egypten    | 31         |            |         |       |
|  | B1          |             |             |    | Danmark  | 31        |           | B2        | Egypten    | 31         |            |         |       |
|  | A4          | Norge       | 25          |    |          |           |           |           |            |            | A2         | Spanien | 33    |
|  |             |             |             |    |          |           |           |           |            |            |            |         |       |

Kvartsfinal
|      | 3 augusti 2021 | Frankrike | 42 – 28           | Bahrain     | Yoyogi National Gymnasium, Tokyo |                        |
| 9:30 | 9:30           | Mahé 9    | (21 – 14) Rapport | Al-Sayyad 5 | Domare: Lah, Sok (SLO)           | Domare: Lah, Sok (SLO) |
| 9:30 | 9:30           |           |                   |             | Domare: Lah, Sok (SLO)           | Domare: Lah, Sok (SLO) |
| 9:30 | 9:30           |           |                   |             | Domare: Lah, Sok (SLO)           | Domare: Lah, Sok (SLO) |

Semifinal
|       | 5 augusti 2021 | Frankrike     | 27 – 23           | Egypten      | Yoyogi National Gymnasium, Tokyo |                              |
| 17:00 | 17:00          | Descat, Mem 5 | (13 – 13) Rapport | Omar, Zein 5 | Domare: Raluy, Sabroso (ESP)     | Domare: Raluy, Sabroso (ESP) |
| 17:00 | 17:00          |               |                   |              | Domare: Raluy, Sabroso (ESP)     | Domare: Raluy, Sabroso (ESP) |
| 17:00 | 17:00          |               |                   |              | Domare: Raluy, Sabroso (ESP)     | Domare: Raluy, Sabroso (ESP) |

Final
|       | 7 augusti 2021 | Frankrike | 25 – 23           | Danmark     | Yoyogi National Gymnasium, Tokyo |                                  |
| 21:00 | 21:00          | Remili 5  | (14 – 10) Rapport | M. Hansen 9 | Domare: Nikolov, Nachevski (MKD) | Domare: Nikolov, Nachevski (MKD) |
| 21:00 | 21:00          |           |                   |             | Domare: Nikolov, Nachevski (MKD) | Domare: Nikolov, Nachevski (MKD) |
| 21:00 | 21:00          |           |                   |             | Domare: Nikolov, Nachevski (MKD) | Domare: Nikolov, Nachevski (MKD) |

### Damernas turnering
Spelartrupp
28 juli ersattes Alexandra Lacrabère av Océane Sercien-Ugolin.
| \| \| Pos. \| Namn \| Ålder \| \| Klubb \| \| -- \| ---- \| --------------------------- \| ------------------ \| \| -------------------------- \| \| 2 \| M9 \| Méline Nocandy (FRA) \| 23 år (1998-02-25) \| \| Metz HB \| \| 3 \| H6 \| Blandine Dancette (FRA) \| 33 år (1988-02-14) \| \| Nantes Atlantique Handball \| \| 4 \| H6 \| Pauline Coatanea (FRA) \| 28 år (1993-07-06) \| \| Brest Bretagne HB \| \| 6 \| V6 \| Chloé Valentini (FRA) \| 26 år (1995-04-19) \| \| Metz HB \| \| 7 \| V9 \| Allison Pineau (FRA) \| 32 år (1989-05-02) \| \| RK Krim \| \| 8 \| V6 \| Coralie Lassource (FRA) \| 28 år (1992-09-01) \| \| Brest Bretagne HB \| \| 10 \| M9 \| Grâce Zaadi (FRA) \| 28 år (1993-07-07) \| \| Rostov-Don \| \| 12 \| MV \| Amandine Leynaud (FRA) \| 35 år (1986-05-02) \| \| Győri Audi ETO KC \| \| 15 \| V9 \| Kalidiatou Niakaté (FRA) \| 26 år (1995-03-15) \| \| Brest Bretagne HB \| \| 16 \| MV \| Cléopâtre Darleux (FRA) \| 32 år (1989-07-01) \| \| Brest Bretagne HB \| \| 19 \| H9 \| Océane Sercien-Ugolin (FRA) \| 23 år (1997-12-15) \| \| RK Krim \| \| 20 \| H9 \| Laura Flippes (FRA) \| 26 år (1994-12-13) \| \| Paris 92 \| \| 24 \| M6 \| Béatrice Edwige (FRA) \| 32 år (1988-10-03) \| \| Rostov-Don \| \| 26 \| M6 \| Pauletta Foppa (FRA) \| 20 år (2000-12-22) \| \| Brest Bretagne HB \| \| 27 \| V9 \| Estelle Nze Minko (FRA) \| 29 år (1991-08-11) \| \| Győri Audi ETO KC \| \| 64 \| H9 \| Alexandra Lacrabère (FRA) \| 34 år (1987-04-27) \| \| Chambray Touraine \| | Förbundskapten(-er): Olivier Krumbholz                                                                            |                             |                    |           |                            |
| \| \| Pos. \| Namn \| Ålder \| \| Klubb \| \| -- \| ---- \| --------------------------- \| ------------------ \| \| -------------------------- \| \| 2 \| M9 \| Méline Nocandy (FRA) \| 23 år (1998-02-25) \| \| Metz HB \| \| 3 \| H6 \| Blandine Dancette (FRA) \| 33 år (1988-02-14) \| \| Nantes Atlantique Handball \| \| 4 \| H6 \| Pauline Coatanea (FRA) \| 28 år (1993-07-06) \| \| Brest Bretagne HB \| \| 6 \| V6 \| Chloé Valentini (FRA) \| 26 år (1995-04-19) \| \| Metz HB \| \| 7 \| V9 \| Allison Pineau (FRA) \| 32 år (1989-05-02) \| \| RK Krim \| \| 8 \| V6 \| Coralie Lassource (FRA) \| 28 år (1992-09-01) \| \| Brest Bretagne HB \| \| 10 \| M9 \| Grâce Zaadi (FRA) \| 28 år (1993-07-07) \| \| Rostov-Don \| \| 12 \| MV \| Amandine Leynaud (FRA) \| 35 år (1986-05-02) \| \| Győri Audi ETO KC \| \| 15 \| V9 \| Kalidiatou Niakaté (FRA) \| 26 år (1995-03-15) \| \| Brest Bretagne HB \| \| 16 \| MV \| Cléopâtre Darleux (FRA) \| 32 år (1989-07-01) \| \| Brest Bretagne HB \| \| 19 \| H9 \| Océane Sercien-Ugolin (FRA) \| 23 år (1997-12-15) \| \| RK Krim \| \| 20 \| H9 \| Laura Flippes (FRA) \| 26 år (1994-12-13) \| \| Paris 92 \| \| 24 \| M6 \| Béatrice Edwige (FRA) \| 32 år (1988-10-03) \| \| Rostov-Don \| \| 26 \| M6 \| Pauletta Foppa (FRA) \| 20 år (2000-12-22) \| \| Brest Bretagne HB \| \| 27 \| V9 \| Estelle Nze Minko (FRA) \| 29 år (1991-08-11) \| \| Győri Audi ETO KC \| \| 64 \| H9 \| Alexandra Lacrabère (FRA) \| 34 år (1987-04-27) \| \| Chambray Touraine \| | Positioner: MV - Målvakt V6 - Vänstersexa V9 - Vänsternia M6 - Mittsexa M9 - Mittnia H6 - Högersexa H9 - Högernia |                             |                    |           |                            |
| \| \| Pos. \| Namn \| Ålder \| \| Klubb \| \| -- \| ---- \| --------------------------- \| ------------------ \| \| -------------------------- \| \| 2 \| M9 \| Méline Nocandy (FRA) \| 23 år (1998-02-25) \| \| Metz HB \| \| 3 \| H6 \| Blandine Dancette (FRA) \| 33 år (1988-02-14) \| \| Nantes Atlantique Handball \| \| 4 \| H6 \| Pauline Coatanea (FRA) \| 28 år (1993-07-06) \| \| Brest Bretagne HB \| \| 6 \| V6 \| Chloé Valentini (FRA) \| 26 år (1995-04-19) \| \| Metz HB \| \| 7 \| V9 \| Allison Pineau (FRA) \| 32 år (1989-05-02) \| \| RK Krim \| \| 8 \| V6 \| Coralie Lassource (FRA) \| 28 år (1992-09-01) \| \| Brest Bretagne HB \| \| 10 \| M9 \| Grâce Zaadi (FRA) \| 28 år (1993-07-07) \| \| Rostov-Don \| \| 12 \| MV \| Amandine Leynaud (FRA) \| 35 år (1986-05-02) \| \| Győri Audi ETO KC \| \| 15 \| V9 \| Kalidiatou Niakaté (FRA) \| 26 år (1995-03-15) \| \| Brest Bretagne HB \| \| 16 \| MV \| Cléopâtre Darleux (FRA) \| 32 år (1989-07-01) \| \| Brest Bretagne HB \| \| 19 \| H9 \| Océane Sercien-Ugolin (FRA) \| 23 år (1997-12-15) \| \| RK Krim \| \| 20 \| H9 \| Laura Flippes (FRA) \| 26 år (1994-12-13) \| \| Paris 92 \| \| 24 \| M6 \| Béatrice Edwige (FRA) \| 32 år (1988-10-03) \| \| Rostov-Don \| \| 26 \| M6 \| Pauletta Foppa (FRA) \| 20 år (2000-12-22) \| \| Brest Bretagne HB \| \| 27 \| V9 \| Estelle Nze Minko (FRA) \| 29 år (1991-08-11) \| \| Győri Audi ETO KC \| \| 64 \| H9 \| Alexandra Lacrabère (FRA) \| 34 år (1987-04-27) \| \| Chambray Touraine \| | |                             |                    |           |                            |
| | Pos. | Namn                        | Ålder              |           | Klubb                      |
| 2 | M9 | Méline Nocandy (FRA)        | 23 år (1998-02-25) | Frankrike | Metz HB                    |
| 3 | H6 | Blandine Dancette (FRA)     | 33 år (1988-02-14) | Frankrike | Nantes Atlantique Handball |
| 4 | H6 | Pauline Coatanea (FRA)      | 28 år (1993-07-06) | Frankrike | Brest Bretagne HB          |
| 6 | V6 | Chloé Valentini (FRA)       | 26 år (1995-04-19) | Frankrike | Metz HB                    |
| 7 | V9 | Allison Pineau (FRA)        | 32 år (1989-05-02) | Slovenien | RK Krim                    |
| 8 | V6 | Coralie Lassource (FRA)     | 28 år (1992-09-01) | Frankrike | Brest Bretagne HB          |
| 10 | M9 | Grâce Zaadi (FRA)           | 28 år (1993-07-07) | Ryssland  | Rostov-Don                 |
| 12 | MV | Amandine Leynaud (FRA)      | 35 år (1986-05-02) | Ungern    | Győri Audi ETO KC          |
| 15 | V9 | Kalidiatou Niakaté (FRA)    | 26 år (1995-03-15) | Frankrike | Brest Bretagne HB          |
| 16 | MV | Cléopâtre Darleux (FRA)     | 32 år (1989-07-01) | Frankrike | Brest Bretagne HB          |
| 19 | H9 | Océane Sercien-Ugolin (FRA) | 23 år (1997-12-15) | Slovenien | RK Krim                    |
| 20 | H9 | Laura Flippes (FRA)         | 26 år (1994-12-13) | Frankrike | Paris 92                   |
| 24 | M6 | Béatrice Edwige (FRA)       | 32 år (1988-10-03) | Ryssland  | Rostov-Don                 |
| 26 | M6 | Pauletta Foppa (FRA)        | 20 år (2000-12-22) | Frankrike | Brest Bretagne HB          |
| 27 | V9 | Estelle Nze Minko (FRA)     | 29 år (1991-08-11) | Ungern    | Győri Audi ETO KC          |
| 64 | H9 | Alexandra Lacrabère (FRA)   | 34 år (1987-04-27) | Frankrike | Chambray Touraine          |

Gruppspel
| Lag       | S | V | O | F | GM  | IM  | MS  | P |
| --------- | - | - | - | - | --- | --- | --- | - |
| Sverige   | 5 | 3 | 1 | 1 | 152 | 133 | +19 | 7 |
| ROC       | 5 | 3 | 1 | 1 | 148 | 149 | −1  | 7 |
| Frankrike | 5 | 2 | 1 | 2 | 139 | 135 | +4  | 5 |
| Ungern    | 5 | 2 | 0 | 3 | 142 | 149 | −7  | 4 |
| Spanien   | 5 | 2 | 0 | 3 | 135 | 142 | −7  | 4 |
| Brasilien | 5 | 1 | 1 | 3 | 133 | 141 | −8  | 3 |

|       | 25 juli 2021 | Ungern  | 29 – 30           | Frankrike | Yoyogi National Gymnasium, Tokyo |                              |
| 21:30 | 21:30        | Vámos 7 | (12 – 15) Rapport | Zaadi 10  | Domare: Hansen, Madsen (DEN)     | Domare: Hansen, Madsen (DEN) |
| 21:30 | 21:30        |         |                   |           | Domare: Hansen, Madsen (DEN)     | Domare: Hansen, Madsen (DEN) |
| 21:30 | 21:30        |         |                   |           | Domare: Hansen, Madsen (DEN)     | Domare: Hansen, Madsen (DEN) |

|       | 27 juli 2021 | Frankrike  | 25 – 28           | Spanien  | Yoyogi National Gymnasium, Tokyo |                              |
| 21:30 | 21:30        | Coatanea 5 | (12 – 12) Rapport | Martín 6 | Domare: Brunner, Salah (SUI)     | Domare: Brunner, Salah (SUI) |
| 21:30 | 21:30        |            |                   |          | Domare: Brunner, Salah (SUI)     | Domare: Brunner, Salah (SUI) |
| 21:30 | 21:30        |            |                   |          | Domare: Brunner, Salah (SUI)     | Domare: Brunner, Salah (SUI) |

|       | 29 juli 2021 | Sverige     | 28 – 28           | Frankrike | Yoyogi National Gymnasium, Tokyo |                               |
| 21:30 | 21:30        | Strömberg 7 | (16 – 17) Rapport | Foppa 6   | Domare: Fonseca, Santos (POR)    | Domare: Fonseca, Santos (POR) |
| 21:30 | 21:30        |             |                   |           | Domare: Fonseca, Santos (POR)    | Domare: Fonseca, Santos (POR) |
| 21:30 | 21:30        |             |                   |           | Domare: Fonseca, Santos (POR)    | Domare: Fonseca, Santos (POR) |

|       | 31 juli 2021 | ROC     | 28 – 27           | Frankrike | Yoyogi National Gymnasium, Tokyo |                              |
| 14:15 | 14:15        | Ilina 9 | (15 – 17) Rapport | Pineau 9  | Domare: Hansen, Madsen (DEN)     | Domare: Hansen, Madsen (DEN) |
| 14:15 | 14:15        |         |                   |           | Domare: Hansen, Madsen (DEN)     | Domare: Hansen, Madsen (DEN) |
| 14:15 | 14:15        |         |                   |           | Domare: Hansen, Madsen (DEN)     | Domare: Hansen, Madsen (DEN) |

|       | 2 augusti 2021 | Frankrike           | 29 – 22           | Brasilien       | Yoyogi National Gymnasium, Tokyo |                        |
| 11:00 | 11:00          | Lassource, Pineau 4 | (17 – 11) Rapport | Do Nascimento 6 | Domare: Lah, Sok (SLO)           | Domare: Lah, Sok (SLO) |
| 11:00 | 11:00          |                     |                   |                 | Domare: Lah, Sok (SLO)           | Domare: Lah, Sok (SLO) |
| 11:00 | 11:00          |                     |                   |                 | Domare: Lah, Sok (SLO)           | Domare: Lah, Sok (SLO) |

Utslagsspel
|  | Kvartsfinal | Kvartsfinal   | Kvartsfinal |    |            | Semifinal | Semifinal | Semifinal |            |            | Final      | Final   | Final |
|  |             |               |             |    |            |           |           |           |            |            |            |         |       |
|  | A1          | Norge         | 26          |    |            |           |           |           |            |            |            |         |       |
|  |             |               | 26          |    |            |           |           |           |            |            |            |         |       |
|  | B4          | Ungern        | 22          |    |            |           |           |           |            |            |            |         |       |
|  | B4          | Ungern        | 22          |    | A1         | Norge     | 26        |           |            |            |            |         |       |
|  |             |               |             |    | A1         | Norge     | 26        |           |            |            |            |         |       |
|  |             | B2            | ROC         | 27 |            |           |           |           |            |            |            |         |       |
|  | A3          | B2            | ROC         | 27 | Montenegro | 26        |           |           |            |            |            |         |       |
|  | A3          |               |             |    | Montenegro | 26        |           |           |            |            |            |         |       |
|  | B2          | ROC           | 32          |    |            |           |           |           |            |            |            |         |       |
|  |             |               |             |    |            |           |           |           |            | B2         | ROC        | 25      |       |
|  |             |               |             |    |            |           |           |           |            | B3         | Frankrike  | 30      |       |
|  | B3          | Frankrike     | 32          |    |            |           |           |           |            |            |            |         |       |
|  | B3          | Frankrike     | 32          |    |            |           |           |           |            |            |            |         |       |
|  | A2          | Nederländerna | 22          |    |            |           |           |           |            |            |            |         |       |
|  | A2          | Nederländerna | 22          |    | B3         | Frankrike | 29        |           | Bronsmatch | Bronsmatch | Bronsmatch |         |       |
|  |             |               |             |    | B3         | Frankrike | 29        |           | Bronsmatch | Bronsmatch | Bronsmatch |         |       |
|  |             | B1            | Sverige     | 27 |            |           |           |           |            |            |            |         |       |
|  | B1          | B1            | Sverige     | 27 | Sverige    | 39        |           | A1        | Norge      | 36         |            |         |       |
|  | B1          |               |             |    | Sverige    | 39        |           | A1        | Norge      | 36         |            |         |       |
|  | A4          | Sydkorea      | 30          |    |            |           |           |           |            |            | B1         | Sverige | 19    |
|  |             |               |             |    |            |           |           |           |            |            |            |         |       |

Kvartsfinal
|       | 4 augusti 2021 | Frankrike | 32 – 22           | Nederländerna | Yoyogi National Gymnasium, Tokyo |                              |
| 20:45 | 20:45          | Flippes 6 | (19 – 11) Rapport | Malestein 5   | Domare: Hansen, Madsen (DEN)     | Domare: Hansen, Madsen (DEN) |
| 20:45 | 20:45          |           |                   |               | Domare: Hansen, Madsen (DEN)     | Domare: Hansen, Madsen (DEN) |
| 20:45 | 20:45          |           |                   |               | Domare: Hansen, Madsen (DEN)     | Domare: Hansen, Madsen (DEN) |

Semifinal
|       | 6 augusti 2021 | Frankrike | 29 – 27           | Sverige             | Yoyogi National Gymnasium, Tokyo |                        |
| 17:00 | 17:00          | Zaadi 7   | (15 – 14) Rapport | Carlson, Westberg 6 | Domare: Lah, Sok (SLO)           | Domare: Lah, Sok (SLO) |
| 17:00 | 17:00          |           |                   |                     | Domare: Lah, Sok (SLO)           | Domare: Lah, Sok (SLO) |
| 17:00 | 17:00          |           |                   |                     | Domare: Lah, Sok (SLO)           | Domare: Lah, Sok (SLO) |

Final
|       | 8 augusti 2021 | ROC          | 25 – 30           | Frankrike       | Yoyogi National Gymnasium, Tokyo |                        |
| 15:00 | 15:00          | Vedjochina 7 | (13 – 15) Rapport | Foppa, Pineau 7 | Domare: Lah, Sok (SLO)           | Domare: Lah, Sok (SLO) |
| 15:00 | 15:00          |              |                   |                 | Domare: Lah, Sok (SLO)           | Domare: Lah, Sok (SLO) |
| 15:00 | 15:00          |              |                   |                 | Domare: Lah, Sok (SLO)           | Domare: Lah, Sok (SLO) |

## Judo
Herrar
| Idrottare        | Gren    | 32-delsfinal          | Sextondelsfinal               | Åttondelsfinal           | Kvartsfinal            | Semifinal              | Återkval             | Final / BM             | Final / BM       |
| Idrottare        | Gren    | Motståndare Resultat  | Motståndare Resultat          | Motståndare Resultat     | Motståndare Resultat   | Motståndare Resultat   | Motståndare Resultat | Motståndare Resultat   | Placering        |
| ---------------- | ------- | --------------------- | ----------------------------- | ------------------------ | ---------------------- | ---------------------- | -------------------- | ---------------------- | ---------------- |
| Luka Mkheidze    | 60 kg   | —                     | Bye                           | Garrigos (ESP) W 10–00   | Lesiuk (UKR) W 10–00   | Yang Y-w (TPE) L 00–10 | Bye                  | Kim W-j (KOR) W 10–00  | 3                |
| Kilian Le Blouch | 66 kg   | —                     | Alhassane (NIG) W 10–00       | H Abe (JPN) L 00–10      | Gick inte vidare       | Gick inte vidare       | Gick inte vidare     | Gick inte vidare       | Gick inte vidare |
| Guillaume Chaine | 73 kg   | Barbosa (BRA) W 10–00 | Sjavdatuasjvili (GEO) W 01–00 | Gick inte vidare         | Gick inte vidare       | Gick inte vidare       | Gick inte vidare     | Gick inte vidare       | Gick inte vidare |
| Axel Clerget     | 90 kg   | Bye                   | Ustopiriyon (TJK) W 10–00     | Van 't End (NED) L 00–01 | Gick inte vidare       | Gick inte vidare       | Gick inte vidare     | Gick inte vidare       | Gick inte vidare |
| Alexandre Iddir  | 100 kg  | —                     | Kotsoiev (AZE) L 00–01        | Gick inte vidare         | Gick inte vidare       | Gick inte vidare       | Gick inte vidare     | Gick inte vidare       | Gick inte vidare |
| Teddy Riner      | +100 kg | —                     | Hegyi (AUT) W 10–00           | Sasson (ISR) W 01–00     | Basjajev (ROC) L 00–01 | Gick inte vidare       | Silva (BRA) W 11–00  | Harasawa (JPN) W 10–00 | 3                |

Damer
| Idrottare            | Gren   | Sextondelsfinal       | Åttondelsfinal                  | Kvartsfinal                | Semifinal                       | Återkval             | Final / BM              | Final / BM       |                  |
| Idrottare            | Gren   | Motståndare Resultat  | Motståndare Resultat            | Motståndare Resultat       | Motståndare Resultat            | Motståndare Resultat | Motståndare Resultat    | Placering        |                  |
| -------------------- | ------ | --------------------- | ------------------------------- | -------------------------- | ------------------------------- | -------------------- | ----------------------- | ---------------- | ---------------- |
| Shirine Boukli       | 48 kg  | Nikolić (SRB) L 00–10 | Gick inte vidare                | Gick inte vidare           | Gick inte vidare                | Gick inte vidare     | Gick inte vidare        | Gick inte vidare |                  |
| Amandine Buchard     | 52 kg  | Bye                   | Levytska-Shukvani (GEO) W 11–00 | Park D-s (KOR) W 10–00     | Kocher (SUI) W 10–00            | Bye                  | U Abe (JPN) L 00–10     | 2                |                  |
| Sarah-Léonie Cysique | 57 kg  | Bye                   | Kim J-s (KOR) W 01–00           | Liparteliani (GEO) W 10–01 | Klimkait (CAN) W 10–00          | Bye                  | Gjakova (KOS) L 00–10   | 2                |                  |
| Clarisse Agbegnenou  | 63 kg  | Bye                   | Billiet (CPV) W 01–00           | Franssen (NED) W 01–00     | Beauchemin-Pinard (CAN) W 01–00 | Bye                  | Trstenjak (SLO) W 01–00 | 1                |                  |
| Margaux Pinot        | 70 kg  | Bye                   | Teltsidou (GRE) L 00–10         | Gick inte vidare           | Gick inte vidare                | Gick inte vidare     | Gick inte vidare        | Gick inte vidare | Gick inte vidare |
| Madeleine Malonga    | 78 kg  | Bye                   | Graf (AUT) W 11–00              | Antomarchi (CUB) W 11–01   | Yoon H-j (KOR) W 10–00          | Bye                  | Hamada (JPN) L 00–10    | 2                |                  |
| Romane Dicko         | +78 kg | Bye                   | Jablonskytė (LTU) W 10–00       | Altheman (BRA) W 11–00     | Ortiz (CUB) L 00–01             | Bye                  | Sayit (TUR) W 10–00     | 3                |                  |

Mixat
| Idrottare | Gren | Åttondelsfinal       | Kvartsfinal          | Semifinal            | Återkval             | Final / BM           | Final / BM |
| Idrottare | Gren | Motståndare Resultat | Motståndare Resultat | Motståndare Resultat | Motståndare Resultat | Motståndare Resultat | Placering  |
| --- | ---- | -------------------- | -------------------- | -------------------- | -------------------- | -------------------- | ---------- |
| Amandine Buchard Sarah-Léonie Cysique Clarisse Agbegnenou Margaux Pinot Madeleine Malonga Romane Dicko Guillaume Chaine Axel Clerget Teddy Riner | Lag  | Bye                  | Israel W 4–3         | Nederländerna W 4–0  | Bye                  | Japan W 4–1          | 1          |

## Kanotsport

### Slalom
| Idrottare          | Gren          | Kvalomgång | Kvalomgång | Kvalomgång | Kvalomgång | Kvalomgång | Kvalomgång | Semifinal | Semifinal | Final            | Final            |
| Idrottare          | Gren          | Åk 1       | Placering  | Åk 2       | Placering  | Bästa      | Placering  | Tid       | Placering | Tid              | Placering        |
| ------------------ | ------------- | ---------- | ---------- | ---------- | ---------- | ---------- | ---------- | --------- | --------- | ---------------- | ---------------- |
| Martin Thomas      | Herrarnas C-1 | 102,75     | 7          | 102,83     | 7          | 102,75     | 9 Q        | 100,65    | 1 Q       | 104,98           | 5                |
| Boris Neveu        | Herrarnas K-1 | 147,12     | 21         | 91,78      |            | 91,78      | 5 Q        | 94,86     | 2 Q       | 101,18           | 7                |
| Marjorie Delassus  | Damernas C-1  | 121,74     |            | 167,47     |            | 121,74     | 17 Q       | 117,71    | 5 Q       | 115,93           | 4                |
| Marie-Zélia Lafont | Damernas K-1  | 121,48     | 19         | 110,25     | 11         | 110,25     | 13 Q       | 115,81    | 14        | Gick inte vidare | Gick inte vidare |

### Sprint
Herrar
| Idrottare                       | Gren       | Heat     | Heat      | Kvartsfinal | Kvartsfinal | Semifinal        | Semifinal        | Final            | Final            |
| Idrottare                       | Gren       | Tid      | Placering | Tid         | Placering   | Tid              | Placering        | Tid              | Placering        |
| ------------------------------- | ---------- | -------- | --------- | ----------- | ----------- | ---------------- | ---------------- | ---------------- | ---------------- |
| Maxime Beaumont                 | K-1 200 m  | 35,259   | 2 SF      | bye         | bye         | 36,072           | 6 FB             | 35,998           | 9                |
| Étienne Hubert                  | K-1 1000 m | 3.45,072 | 4 QF      | 3.46,274    | 2 SF        | 3.27,319         | 6 FB             | 3.31,553         | 15               |
| Guillaume Burger                | K-1 1000 m | 3.53,241 | 4 QF      | 3.52,817    | 5           | Gick inte vidare | Gick inte vidare | Gick inte vidare | Gick inte vidare |
| Adrien Bart                     | C-1 1000 m | 4.03,771 | 2 SF      | Bye         | Bye         | 4.04,026         | 1 FA             | 4.06,171         | 4                |
| Guillaume Burger Étienne Hubert | K-2 1000 m | 3.29,296 | 5 QF      | 3.18,284    | 5 FB        | Gick inte vidare | Gick inte vidare | 3.32,690         | 15               |

Damer
| Idrottare                                             | Gren      | Heat     | Heat      | Kvartsfinal | Kvartsfinal | Semifinal        | Semifinal        | Final            | Final            |
| Idrottare                                             | Gren      | Tid      | Placering | Tid         | Placering   | Tid              | Placering        | Tid              | Placering        |
| ----------------------------------------------------- | --------- | -------- | --------- | ----------- | ----------- | ---------------- | ---------------- | ---------------- | ---------------- |
| Léa Jamelot                                           | K-1 200 m | 43,589   | 6 QF      | 43,338      | 4           | Gick inte vidare | Gick inte vidare | Gick inte vidare | Gick inte vidare |
| Vanina Paoletti                                       | K-1 200 m | 42,334   | 3 QF      | 43,163      | 4           | Gick inte vidare | Gick inte vidare | Gick inte vidare | Gick inte vidare |
| Manon Hostens                                         | K-1 500 m | 1.53,668 | 6 QF      | 1.54,095    | 2 SF        | 1.57,394         | 6 FC             | 1.58,133         | 23               |
| Manon Hostens Sarah Guyot                             | K-2 500 m | 1.45,533 | 2 SF      | bye         | bye         | 1.38,632         | 3 FA             | 1.40,329         | 7                |
| Sarah Guyot Manon Hostens Léa Jamelot Vanina Paoletti | K-4 500 m | 1.39,032 | 5 QF      | 1.37,138    | 4 SF        | 1.38,202         | 5 FB             | 1.38,346         | 9                |

Teckenförklaring: FA = Kvalificerad för final (medalj); FB = Kvalificerad för B-final (ingen medalj)

## Karate
Kumite
| Idrottare       | Gren            | Gruppspel                | Gruppspel              | Gruppspel            | Gruppspel            | Gruppspel | Semifinal             | Final                | Final            |
| Idrottare       | Gren            | Motståndare Resultat     | Motståndare Resultat   | Motståndare Resultat | Motståndare Resultat | Placering | Motståndare Resultat  | Motståndare Resultat | Placering        |
| --------------- | --------------- | ------------------------ | ---------------------- | -------------------- | -------------------- | --------- | --------------------- | -------------------- | ---------------- |
| Steven Da Costa | Herrarnas 67 kg | Derafshipour (EOR) W 4–0 | Al-Masatfa (JOR) L 4–7 | Kalniņš (LAT) W 11–2 | Madera (VEN) W 2–0   | 2 Q       | Assadilov (KAZ) W 5–2 | Şamdan (TUR) W 2–0   | 1                |
| Leïla Heurtault | Damernas 61 kg  | Garcés (VEN) L 0–8       | Someya (JPN) L 3–6     | Yin Xy (CHN) L 0–1   | Çoban (TUR) W 2–0    | 5         | Gick inte vidare      | Gick inte vidare     | Gick inte vidare |

Kata
| Idrottare         | Gren          | Utslagningsomgång | Utslagningsomgång | Rankingomgång    | Rankingomgång    | Final / BM           | Final / BM       |
| Idrottare         | Gren          | Resultat          | Placering         | Resultat         | Placering        | Motståndare Resultat | Placering        |
| ----------------- | ------------- | ----------------- | ----------------- | ---------------- | ---------------- | -------------------- | ---------------- |
| Alexandra Feracci | Damernas kata | 24,40             | 4                 | Gick inte vidare | Gick inte vidare | Gick inte vidare     | Gick inte vidare |

## Konstsim
| Idrottare                       | Gren  | Tekniskt | Tekniskt  | Fritt (kval) | Fritt (kval)              | Fritt (kval) | Fritt (final) | Fritt (final)             | Fritt (final) |
| Idrottare                       | Gren  | Poäng    | Placering | Poäng        | Totalt (tekniskt + fritt) | Placering    | Poäng         | Totalt (tekniskt + fritt) | Placering     |
| ------------------------------- | ----- | -------- | --------- | ------------ | ------------------------- | ------------ | ------------- | ------------------------- | ------------- |
| Charlotte Tremble Laura Tremble | Duett | 87,3474  | 8         | 88,5667      | 175,9141                  | 8 Q          | 89,6333       | 176,9807                  | 8             |

## Modern femkamp
| Idrottare       | Gren      | Fäktning (värja en stöt) | Fäktning (värja en stöt) | Fäktning (värja en stöt) | Fäktning (värja en stöt) | Simning (200 m frisim) | Simning (200 m frisim) | Simning (200 m frisim) | Ridning (hoppning) | Ridning (hoppning) | Ridning (hoppning) | Kombinerat: skytte/löpning (10 m luftpistol)/(3200 m) | Kombinerat: skytte/löpning (10 m luftpistol)/(3200 m) | Kombinerat: skytte/löpning (10 m luftpistol)/(3200 m) | Totalpoäng | Placering |
| Idrottare       | Gren      | RR                       | BR                       | Placering                | Poäng                    | Tid                    | Placering              | Poäng                  | Straff             | Placering          | Poäng              | Tid                                                   | Placering                                             | Poäng                                                 | Totalpoäng | Placering |
| --------------- | --------- | ------------------------ | ------------------------ | ------------------------ | ------------------------ | ---------------------- | ---------------------- | ---------------------- | ------------------ | ------------------ | ------------------ | ----------------------------------------------------- | ----------------------------------------------------- | ----------------------------------------------------- | ---------- | --------- |
| Valentin Belaud | Herrarnas | 18–17                    | 4                        | 13                       | 212                      | 2.04,13                | 23                     | 302                    | 78,16              | 9                  | 293                | 11.05,74                                              | 9                                                     | 635                                                   | 1 442      | 11        |
| Valentin Prades | Herrarnas | 19–16                    | 3                        | 11                       | 217                      | 2.00,73                | 13                     | 309                    | 82,05              | 26                 | 270                | 10.38,89                                              | 3                                                     | 662                                                   | 1 458      | 7         |
| Élodie Clouvel  | Damernas  | 16–19                    | 0                        | 24                       | 196                      | 2.07,51                | 3                      | 295                    | 74,08              | 12                 | 293                | 12.17,78                                              | 10                                                    | 563                                                   | 1 347      | 6         |
| Marie Oteiza    | Damernas  | 19–16                    | 1                        | 13                       | 215                      | 2.10,15                | 7                      | 290                    | 87,70              | 13                 | 293                | 12.44,75                                              | 19                                                    | 536                                                   | 1 344      | 10        |

## Ridsport

### Dressyr
| Idrottare                                        | Häst              | Gren         | Grand Prix | Grand Prix | Grand Prix Special | Grand Prix Special | Grand Prix Freestyle | Grand Prix Freestyle | Totalt           | Totalt           |
| Idrottare                                        | Häst              | Gren         | Poäng      | Placering  | Poäng              | Placering          | Tekniskt             | Artistiskt           | Poäng            | Placering        |
| ------------------------------------------------ | ----------------- | ------------ | ---------- | ---------- | ------------------ | ------------------ | -------------------- | -------------------- | ---------------- | ---------------- |
| Alexandre Ayache                                 | Zo What           | Individuellt | 68,929     | 34         | i.u.               | i.u.               | Gick inte vidare     | Gick inte vidare     | Gick inte vidare | Gick inte vidare |
| Morgan Barbançon                                 | Sir Donnerhall II | Individuellt | 70,543     | 24         | i.u.               | i.u.               | Gick inte vidare     | Gick inte vidare     | Gick inte vidare | Gick inte vidare |
| Maxime Collard                                   | Cupido            | Individuellt | 69,068     | 33         | i.u.               | i.u.               | Gick inte vidare     | Gick inte vidare     | Gick inte vidare | Gick inte vidare |
| Alexandre Ayache Morgan Barbançon Maxime Collard | Se ovan           | Lagtävling   | 6715,0     | 9          | Gick inte vidare   | Gick inte vidare   | i.u.                 | i.u.                 | Gick inte vidare | Gick inte vidare |

Teckenförklaring: Q = Kvalificerad för finalen; q = Kvalificerad för finalen som lucky loser

### Fälttävlan
| Idrottare                                       | Häst            | Gren         | Dressyr | Dressyr   | Terrängbana | Terrängbana | Terrängbana | Hoppning | Hoppning | Hoppning  | Hoppning | Hoppning | Hoppning  | Totalt | Totalt    |
| Idrottare                                       | Häst            | Gren         | Dressyr | Dressyr   | Terrängbana | Terrängbana | Terrängbana | Kval     | Kval     | Kval      | Final    | Final    | Final     | Totalt | Totalt    |
| Idrottare                                       | Häst            | Gren         | Straff  | Placering | Straff      | Totalt      | Placering   | Straff   | Totalt   | Placering | Straff   | Totalt   | Placering | Straff | Placering |
| ----------------------------------------------- | --------------- | ------------ | ------- | --------- | ----------- | ----------- | ----------- | -------- | -------- | --------- | -------- | -------- | --------- | ------ | --------- |
| Karim Laghouag                                  | Triton Fontaine | Individuellt | 32,40   | 26        | 0,00        | 32,40       | 8           | 4,00     | 36,40    | 13        | 8,80     | 45,20    | 12        | 45,20  | 12        |
| Christopher Six                                 | Totem de Brecey | Individuellt | 29,60   | 13        | 1,60        | 31,20       | 11          | 0,00     | 31,20    | 6         | 4,00     | 35,20    | 7         | 35,20  | 7         |
| Nicolas Touzaint                                | Absolut Gold    | Individuellt | 33,10   | 32        | 0,40        | 33,50       | 13          | 0,40     | 33,90    | 10        | 0,00     | 33,90    | 6         | 33,90  | 6         |
| Karim Laghouag Christopher Six Nicolas Touzaint | Se ovan         | Lagtävling   | 95,10   | 9         | 2,00        | 97,10       | 3           | 4,40     | 101,50   | 3         | i.u.     | i.u.     | i.u.      | 101,50 | 3         |

### Hoppning
| Idrottare                                        | Häst                                     | Gren         | Kval   | Kval      | Final            | Final            | Final            |
| Idrottare                                        | Häst                                     | Gren         | Straff | Placering | Straff           | Tid              | Placering        |
| ------------------------------------------------ | ---------------------------------------- | ------------ | ------ | --------- | ---------------- | ---------------- | ---------------- |
| Mathieu Billot                                   | Quel Filou                               | Individuellt | 7      | 43        | Gick inte vidare | Gick inte vidare | Gick inte vidare |
| Nicolas Delmotte                                 | Urvoso du Roch                           | Individuellt | 0      | =1 Q      | 5                | 88,04            | 12               |
| Pénélope Leprevost                               | Vancouver de Lanlore                     | Individuellt | 10     | =52       | Gick inte vidare | Gick inte vidare | Gick inte vidare |
| Mathieu Billot Simon Delestre Pénélope Leprevost | Quel Filou Berlux Z Vancouver de Lanlore | Lagtävling   | 15     | 6 Q       | 2+EL             | 168,46           | 8                |

## Rodd
Herrar
| Idrottare                         | Gren              | Heat    | Heat      | Återkval | Återkval  | Semifinal | Semifinal | Final   | Final     |
| Idrottare                         | Gren              | Tid     | Placering | Tid      | Placering | Tid       | Placering | Tid     | Placering |
| --------------------------------- | ----------------- | ------- | --------- | -------- | --------- | --------- | --------- | ------- | --------- |
| Guillaume Turlan Thibaud Turlan   | Tvåa utan styrman | 7.09,79 | 4 R       | 6.49,19  | 2 SA/B    | 6.52,24   | 6 FB      | 6.28,01 | 9         |
| Matthieu Androdias Hugo Boucheron | Dubbelsculler     | 6.10,45 | 1 SA/B    | bye      | bye       | 6.20,45   | 1 FA      | 6.00,33 | 1         |

Damer
| Idrottare                                                      | Gren                    | Heat    | Heat      | Återkval | Återkval  | Semifinal | Semifinal | Final   | Final     |
| Idrottare                                                      | Gren                    | Tid     | Placering | Tid      | Placering | Tid       | Placering | Tid     | Placering |
| -------------------------------------------------------------- | ----------------------- | ------- | --------- | -------- | --------- | --------- | --------- | ------- | --------- |
| Hélène Lefebvre Élodie Ravera-Scaramozzino                     | Dubbelsculler           | 6.57,83 | 3 SA/B    | bye      | bye       | 7.12,68   | 4 FB      | 6.58,52 | 8         |
| Claire Bové Laura Tarantola                                    | Lättvikts-dubbelsculler | 7.03,47 | 1 SA/B    | bye      | bye       | 6.42,92   | 2 FA      | 6.47,68 | 2         |
| Violaine Aernoudts Margaux Bailleul Marie Jacquet Emma Lunatti | Scullerfyra             | 6.33,64 | 5 R       | 6.47,41  | 5 FB      | i.u.      | i.u.      | 6.29,70 | 9         |

Teckenförklaring: FA= A-final (medalj); FB=B-final (ingen medalj); FC= C-final (ingen medalj); FD= D-final (ingen medalj); FE=E-final (ingen medalj); FF=F-final (ingen medalj); SA/B=Semifinal A/B; SC/D=Semifinal C/D; SE/F=Semifinal E/F; QF=Kvartsfinal; R=Återkval

## Segling
Herrar
| Idrottare                   | Gren  | Race | Race | Race | Race | Race | Race | Race | Race | Race | Race | Race | Race | Race | Poäng | Placering |
| Idrottare                   | Gren  | 1    | 2    | 3    | 4    | 5    | 6    | 7    | 8    | 9    | 10   | 11   | 12   | M*   | Poäng | Placering |
| --------------------------- | ----- | ---- | ---- | ---- | ---- | ---- | ---- | ---- | ---- | ---- | ---- | ---- | ---- | ---- | ----- | --------- |
| Thomas Goyard               | RS:X  | 13   | 5    | 3    | 13   | 1    | 1    | 3    | 6    | 7    | 1    | 9    | 3    | OCS  | 74    | 2         |
| Jean-Baptiste Bernaz        | Laser | 1    | 9    | 13   | 9    | 23   | 7    | 16   | 4    | 9    | 22   | —    | —    | 2    | 92    | 6         |
| Jérémie Mion Kevin Peponnet | 470   | 4    | 7    | 11   | 13   | 12   | 2    | 11   | 11   | 13   | 16   | —    | —    | EL   | 87    | 11        |
| Émile Amoros Lucas Rual     | 49er  | 15   | 9    | 16   | 15   | 8    | 13   | 11   | 15   | 10   | 12   | 16   | 10   | EL   | 134   | 15        |

Damer
| Idrottare                         | Gren         | Race | Race | Race | Race | Race | Race | Race | Race | Race | Race | Race | Race | Race | Poäng | Placering |
| Idrottare                         | Gren         | 1    | 2    | 3    | 4    | 5    | 6    | 7    | 8    | 9    | 10   | 11   | 12   | M*   | Poäng | Placering |
| --------------------------------- | ------------ | ---- | ---- | ---- | ---- | ---- | ---- | ---- | ---- | ---- | ---- | ---- | ---- | ---- | ----- | --------- |
| Charline Picon                    | RS:X         | 1    | 6    | 2    | 9    | 1    | 4    | 2    | 3    | 6    | 3    | 2    | 6    | 2    | 38    | 2         |
| Marie Bolou                       | Laser Radial | 28   | 27   | 5    | 15   | 7    | 2    | 16   | 14   | 7    | 33   | —    | —    | EL   | 121   | 11        |
| Camille Lecointre Aloïse Retornaz | 470          | 3    | 2    | 4    | 7    | 1    | 12   | 6    | 5    | 10   | 4    | —    | —    | 12   | 54    | 3         |
| Albane Dubois Lili Sebesi         | 49erFX       | 4    | 15   | 10   | 6    | 8    | 2    | 7    | 14   | 13   | 18   | 14   | 2    | 16   | 111   | 9         |

Mix
| Idrottare                        | Gren     | Race | Race | Race | Race | Race | Race | Race | Race | Race | Race | Race | Race | Race | Poäng | Placering |
| Idrottare                        | Gren     | 1    | 2    | 3    | 4    | 5    | 6    | 7    | 8    | 9    | 10   | 11   | 12   | M*   | Poäng | Placering |
| -------------------------------- | -------- | ---- | ---- | ---- | ---- | ---- | ---- | ---- | ---- | ---- | ---- | ---- | ---- | ---- | ----- | --------- |
| Quentin Delapierre Manon Audinet | Nacra 17 | 18   | 4    | 3    | 5    | 9    | 7    | 10   | 4    | 13   | 7    | 7    | 7    | 8    | 84    | 8         |

M = Medaljrace; EL = Utslagen – gick inte vidare till medaljracet

## Simhopp
| Idrottare       | Gren           | Kval   | Kval      | Semifinal        | Semifinal        | Final            | Final            |
| Idrottare       | Gren           | Poäng  | Placering | Poäng            | Placering        | Poäng            | Placering        |
| --------------- | -------------- | ------ | --------- | ---------------- | ---------------- | ---------------- | ---------------- |
| Alexis Jandard  | Herrarnas 3 m  | 423,60 | 11 Q      | 357,85           | 16               | Gick inte vidare | Gick inte vidare |
| Matthieu Rosset | Herrarnas 10 m | 275,70 | 29        | Gick inte vidare | Gick inte vidare | Gick inte vidare | Gick inte vidare |
| Alaïs Kalonji   | Damernas 10 m  | 295,90 | 14 Q      | 269,00           | 16               | Gick inte vidare | Gick inte vidare |

## Simning
Herrar
| Idrottare                                                                       | Gren               | Heat    | Heat      | Semifinal        | Semifinal        | Final            | Final            |
| Idrottare                                                                       | Gren               | Tid     | Placering | Tid              | Placering        | Tid              | Placering        |
| ------------------------------------------------------------------------------- | ------------------ | ------- | --------- | ---------------- | ---------------- | ---------------- | ---------------- |
| Jonathan Atsu                                                                   | 200 m frisim       | 1.47,75 | 28        | Gick inte vidare | Gick inte vidare | Gick inte vidare | Gick inte vidare |
| David Aubry                                                                     | 400 m frisim       | 3.55,01 | 28        | i.u.             | i.u.             | Gick inte vidare | Gick inte vidare |
| David Aubry                                                                     | 800 m frisim       | 8.00,16 | 29        | i.u.             | i.u.             | Gick inte vidare | Gick inte vidare |
| David Aubry                                                                     | 10 km öppet vatten | i.u.    | i.u.      | i.u.             | i.u.             | DNF              | DNF              |
| Théo Bussière                                                                   | 100 m bröstsim     | 1.00,75 | 33        | Gick inte vidare | Gick inte vidare | Gick inte vidare | Gick inte vidare |
| Maxime Grousset                                                                 | 100 m frisim       | 48,25   | 12 Q      | 47,82            | 8 Q              | 47,72            | 4                |
| Maxime Grousset                                                                 | 50 m frisim        | 21,97   | =15 Q     | 21,87            | =12              | Gick inte vidare | Gick inte vidare |
| Florent Manaudou                                                                | 50 m frisim        | 21,65   | 2 Q       | 21,53            | 2 Q              | 21,55            | 2                |
| Léon Marchand                                                                   | 200 m fjärilsim    | 1.55,85 | 15 Q      | 1.55,68          | 14               | Gick inte vidare | Gick inte vidare |
| Léon Marchand                                                                   | 200 m medley       | 1.58,30 | 18        | Gick inte vidare | Gick inte vidare | Gick inte vidare | Gick inte vidare |
| Léon Marchand                                                                   | 400 m medley       | 4.10,09 | 7 Q       | i.u.             | i.u.             | 4.11,16          | 6                |
| Mehdy Metella                                                                   | 100 m frisim       | 48,68   | 23        | Gick inte vidare | Gick inte vidare | Gick inte vidare | Gick inte vidare |
| Mehdy Metella                                                                   | 100 m fjärilsim    | 51,53   | 10 Q      | 51,32            | 9                | Gick inte vidare | Gick inte vidare |
| Yohann Ndoye Brouard                                                            | 100 m ryggsim      | 53.13   | 6 Q       | DSQ              | DSQ              | Did not advance  | Did not advance  |
| Yohann Ndoye Brouard                                                            | 200 m ryggsim      | 1.57,96 | 17 Q      | 1.56,83          | 9                | Gick inte vidare | Gick inte vidare |
| Marc-Antoine Olivier                                                            | 10 km öppet vatten | i.u.    | i.u.      | i.u.             | i.u.             | 1:50.23,0        | 6                |
| Jordan Pothain                                                                  | 200 m frisim       | 1.46,75 | 20        | Gick inte vidare | Gick inte vidare | Gick inte vidare | Gick inte vidare |
| Mewen Tomac                                                                     | 100 m ryggsim      | 53,49   | 10 Q      | 53,62            | 14               | Gick inte vidare | Gick inte vidare |
| Mewen Tomac                                                                     | 200 m ryggsim      | 1.59,02 | 25        | Gick inte vidare | Gick inte vidare | Gick inte vidare | Gick inte vidare |
| Antoine Viquerat                                                                | 200 m bröstsim     | 2.09,54 | 12 Q      | 2.09,97          | =12              | Gick inte vidare | Gick inte vidare |
| Maxime Grousset Florent Manaudou Mehdy Metella Clément Mignon Charles Rihoux[a] | 4 × 100 m frisim   | 3.12,35 | 4 Q       | i.u.             | i.u.             | 3.11,09          | 6                |
| Jonathan Atsu Jordan Pothain Hadrien Salvan Enzo Tesic                          | 4 × 200 m frisim   | 7.08,88 | 11        | i.u.             | i.u.             | Gick inte vidare | Gick inte vidare |
| Léon Marchand Mehdy Metella Yohann Ndoye Brouard Antoine Viquerat               | 4 × 100 m medley   | 3.33,41 | 10        | i.u.             | i.u.             | Gick inte vidare | Gick inte vidare |

Damer
| Idrottare                                                        | Gren               | Heat    | Heat      | Semifinal        | Semifinal        | Final            | Final            |
| Idrottare                                                        | Gren               | Tid     | Placering | Tid              | Placering        | Tid              | Placering        |
| ---------------------------------------------------------------- | ------------------ | ------- | --------- | ---------------- | ---------------- | ---------------- | ---------------- |
| Charlotte Bonnet                                                 | 100 m frisim       | 53,67   | 15 Q      | 54,10            | 15               | Gick inte vidare | Gick inte vidare |
| Charlotte Bonnet                                                 | 200 m frisim       | 1.56,88 | 10 Q      | 1.57,35          | 13               | Gick inte vidare | Gick inte vidare |
| Cyrielle Duhamel                                                 | 200 m medley       | 2.11,11 | 11 Q      | 2.10,84          | 11               | Gick inte vidare | Gick inte vidare |
| Béryl Gastaldello                                                | 100 m ryggsim      | 1.00,69 | 23        | Gick inte vidare | Gick inte vidare | Gick inte vidare | Gick inte vidare |
| Lara Grangeon                                                    | 10 km öppet vatten | i.u.    | i.u.      | i.u.             | i.u.             | 2:00.57,3        | 9                |
| Mélanie Henique                                                  | 50 m frisim        | 24,69   | 14 Q      | 24,63            | =11              | Gick inte vidare | Gick inte vidare |
| Fantine Lesaffre                                                 | 200 m medley       | 2.14,20 | 21        | Gick inte vidare | Gick inte vidare | Gick inte vidare | Gick inte vidare |
| Fantine Lesaffre                                                 | 400 m medley       | 4.41,98 | 13        | i.u.             | i.u.             | Gick inte vidare | Gick inte vidare |
| Marie Wattel                                                     | 50 m frisim        | 24,82   | 18 Q      | 24,76            | 14               | Gick inte vidare | Gick inte vidare |
| Marie Wattel                                                     | 100 m frisim       | 53,71   | =16 Q     | 53,12            | 9                | Gick inte vidare | Gick inte vidare |
| Marie Wattel                                                     | 100 m fjärilsim    | 57,08   | 8 Q       | 56,16            | 2 Q              | 56,27            | 6                |
| Charlotte Bonnet Margaux Fabre Béryl Gastaldello Anouchka Martin | 4 × 100 m frisim   | 3.36,61 | 10        | i.u.             | i.u.             | Gick inte vidare | Gick inte vidare |
| Charlotte Bonnet Margaux Fabre Lucile Tessariol Assia Touati     | 4 × 200 m frisim   | 7.55,05 | 7 Q       | i.u.             | i.u.             | 7.58,15          | 8                |

a  Simmade endast i försöksheatet.

## Sjumannarugby

### Damernas turnering
Spelartrupp
Frankrikes trupp på 12 spelare presenterades den 5 juli 2021. Joanna Grisez valdes som reserv.
Huvudtränare: Christophe Reigt

- Coralie Bertrand
- Anne-Cécile Ciofani
- Caroline Drouin
- Camille Grassineau
- Lina Guérin
- Fanny Horta
- Shannon Izar
- Chloé Jacquet
- Carla Neisen
- Séraphine Okemba
- Chloé Pelle
- Jade Ulutule

Gruppspel
| Nr | Lag       | S | V | O | F | PF | PM  | PS   | P |
| -- | --------- | - | - | - | - | -- | --- | ---- | - |
| 1  | Frankrike | 3 | 3 | 0 | 0 | 83 | 10  | +73  | 9 |
| 2  | Fiji      | 3 | 2 | 0 | 1 | 72 | 29  | +43  | 7 |
| 3  | Kanada    | 3 | 1 | 0 | 2 | 45 | 57  | −12  | 5 |
| 4  | Brasilien | 3 | 0 | 0 | 3 | 10 | 114 | −104 | 3 |

| 1          | 29 juli 2021 | Frankrike | 12 – 5  | Fiji | Tokyo Stadium, Chofu |  |
| 9:00 UTC+9 | 9:00 UTC+9   |           | Rapport |      |                      |  |
| 9:00 UTC+9 | 9:00 UTC+9   |           |         |      |                      |  |
| 9:00 UTC+9 | 9:00 UTC+9   |           |         |      |                      |  |

| 8           | 29 juli 2021 | Frankrike | 40 – 5  | Brasilien | Tokyo Stadium, Chofu |  |
| 17:00 UTC+9 | 17:00 UTC+9  |           | Rapport |           |                      |  |
| 17:00 UTC+9 | 17:00 UTC+9  |           |         |           |                      |  |
| 17:00 UTC+9 | 17:00 UTC+9  |           |         |           |                      |  |

| 14          | 30 juli 2021 | Kanada | 0 – 31  | Frankrike | Tokyo Stadium, Chofu |  |
| 09:30 UTC+9 | 09:30 UTC+9  |        | Rapport |           |                      |  |
| 09:30 UTC+9 | 09:30 UTC+9  |        |         |           |                      |  |
| 09:30 UTC+9 | 09:30 UTC+9  |        |         |           |                      |  |

Kvartsfinal
| 24          | 30 juli 2021 | Frankrike | 24 – 10 | Kina | Tokyo Stadium, Chofu |  |
| 19:00 UTC+9 | 19:00 UTC+9  |           | Rapport |      |                      |  |
| 19:00 UTC+9 | 19:00 UTC+9  |           |         |      |                      |  |
| 19:00 UTC+9 | 19:00 UTC+9  |           |         |      |                      |  |

Semifinal
| 30          | 31 juli 2021 | Storbritannien | 19 – 26 | Frankrike | Tokyo Stadium, Chofu |  |
| 11:30 UTC+9 | 11:30 UTC+9  |                | Rapport |           |                      |  |
| 11:30 UTC+9 | 11:30 UTC+9  |                |         |           |                      |  |
| 11:30 UTC+9 | 11:30 UTC+9  |                |         |           |                      |  |

Final
| 34          | 31 juli 2021 | Nya Zeeland                                                                                         | 26 – 12 | Frankrike                                             | Tokyo Stadium, Chofu        |                             |
| 18:00 UTC+9 | 18:00 UTC+9  | Försök: Blyde 1' c Broughton 5' m Fluhler 6' c Nathan-Wong 11' c Con: Nathan-Wong (3/4) 1', 7', 11' | Rapport | Försök: Drouin 3' m Ciofani 8' c Con: Drouin (1/2) 9' | Domare: Sara Cox, (England) | Domare: Sara Cox, (England) |
| 18:00 UTC+9 | 18:00 UTC+9  | |         |                                                       | Domare: Sara Cox, (England) | Domare: Sara Cox, (England) |
| 18:00 UTC+9 | 18:00 UTC+9  | |         |                                                       | Domare: Sara Cox, (England) | Domare: Sara Cox, (England) |

## Skateboard
| Idrottare           | Gren             | Kval  | Kval      | Final            | Final            |
| Idrottare           | Gren             | Poäng | Placering | Poäng            | Placering        |
| ------------------- | ---------------- | ----- | --------- | ---------------- | ---------------- |
| Vincent Matheron    | Herrarnas park   | 74,07 | 7 Q       | 42,33            | 7                |
| Aurélien Giraud     | Herrarnas street | 35,88 | 1 Q       | 29,09            | 6                |
| Vincent Milou       | Herrarnas street | 34,36 | 5 Q       | 34,14            | 4                |
| Madeleine Larcheron | Damernas park    | 32,34 | 13        | Gick inte vidare | Gick inte vidare |
| Charlotte Hym       | Damernas street  | 5,34  | 17        | Gick inte vidare | Gick inte vidare |

## Skytte
Herrar
| Idrottare         | Gren             | Kval  | Kval      | Final            | Final            |
| Idrottare         | Gren             | Poäng | Placering | Poäng            | Placering        |
| ----------------- | ---------------- | ----- | --------- | ---------------- | ---------------- |
| Clément Bessaguet | 25 m snabbpistol | 582   | 7         | Gick inte vidare | Gick inte vidare |
| Éric Delaunay     | Skeet            | 124   | 1 Q       | 25               | 5                |
| Emmanuel Petit    | Skeet            | 121   | 11        | Gick inte vidare | Gick inte vidare |
| Jean Quiquampoix  | 25 m snabbpistol | 586   | 2 Q       | 34               | 1                |

Damer
| Idrottare         | Gren                      | Kval  | Kval      | Final            | Final            |
| Idrottare         | Gren                      | Poäng | Placering | Poäng            | Placering        |
| ----------------- | ------------------------- | ----- | --------- | ---------------- | ---------------- |
| Lucie Anastassiou | Skeet                     | 119   | 9         | Gick inte vidare | Gick inte vidare |
| Carole Cormenier  | Trap                      | 117   | 12        | Gick inte vidare | Gick inte vidare |
| Mélanie Couzy     | Trap                      | 110   | 25        | Gick inte vidare | Gick inte vidare |
| Céline Goberville | 10 m luftpistol           | 577   | 8 Q       | 114,9            | 8                |
| Céline Goberville | 25 m pistol               | 574   | 31        | Gick inte vidare | Gick inte vidare |
| Mathilde Lamolle  | 10 m luftpistol           | 578   | 5 Q       | 134,6            | 7                |
| Mathilde Lamolle  | 25 m pistol               | 582   | 12        | Gick inte vidare | Gick inte vidare |
| Océanne Muller    | 10 m luftgevär            | 630,7 | 5 Q       | 187,7            | 5                |
| Océanne Muller    | 50 m gevär tre positioner | 1155  | 31        | Gick inte vidare | Gick inte vidare |

## Sportklättring
| Idrottare        | Gren              | Kval      | Kval      | Kval     | Kval      | Kval  | Kval | Kval      | Kval    | Kval      | Final            | Final            | Final            | Final            | Final            | Final            | Final            | Final            | Final            |
| Idrottare        | Gren              | Speed     | Speed     | Boulder  | Boulder   | Lead  | Lead | Lead      | Totalt  | Placering | Speed            | Speed            | Boulder          | Boulder          | Lead             | Lead             | Lead             | Totalt           | Placering        |
| Idrottare        | Gren              | Bästa     | Placering | Resultat | Placering | Grepp | Tid  | Placering | Totalt  | Placering | Bästa            | Placering        | Resultat         | Placering        | Grepp            | Tid              | Placering        | Totalt           | Placering        |
| ---------------- | ----------------- | --------- | --------- | -------- | --------- | ----- | ---- | --------- | ------- | --------- | ---------------- | ---------------- | ---------------- | ---------------- | ---------------- | ---------------- | ---------------- | ---------------- | ---------------- |
| Bassa Mawem      | Herrarnas tävling | 5,45 0OR0 | 1         | 0T1z 0 4 | 18        | 7     | —    | 20        | 360,00  | 7 0Q0     | 0DNS0[a]         | 8                | 0DNS0            | 8                | 0DNS0            | —                | 8                | 512              | 8                |
| Mickaël Mawem    | Herrarnas tävling | 5,95      | 3         | 3T4z 4 5 | 1         | 28+   | 2.24 | 11        | 33,00   | 1 0Q0     | 6,36             | 4                | 1T3z 1 3         | 2                | 23+              | —                | 7                | 42               | 5                |
| Julia Chanourdie | Damernas tävling  | 8,17      | 8         | 0T3z 0 9 | 15        | 25+   | —    | 9         | 1080,00 | 13        | Gick inte vidare | Gick inte vidare | Gick inte vidare | Gick inte vidare | Gick inte vidare | Gick inte vidare | Gick inte vidare | Gick inte vidare | Gick inte vidare |
| Anouck Jaubert   | Damernas tävling  | 7,12      | 2         | 1T1z 4 1 | 13        | 16+   | 2.14 | 15        | 390,00  | 8 0Q0     | 7,40             | 2                | 0T1z 0 2         | 6                | 13+              | —                | 7                | 84               | 6                |

a.^  Skadad och kunde inte tävla vidare.

## Surfing
| Idrottare     | Gren              | Omgång 1 | Omgång 1  | Omgång 2 | Omgång 2  | Omgång 3                       | Kvartsfinal                | Semifinal            | Final / BM           | Final / BM       |
| Idrottare     | Gren              | Poäng    | Placering | Poäng    | Placering | Motståndare Resultat           | Motståndare Resultat       | Motståndare Resultat | Motståndare Resultat | Placering        |
| ------------- | ----------------- | -------- | --------- | -------- | --------- | ------------------------------ | -------------------------- | -------------------- | -------------------- | ---------------- |
| Michel Bourez | Herrarnas tävling | 10,10    | 2 Q       | Bye      | Bye       | Boukhiam (MAR) W 12,43—9,40    | Medina (BRA) L 13,66—15,33 | Gick inte vidare     | Gick inte vidare     | Gick inte vidare |
| Jérémy Florès | Herrarnas tävling | 7,63     | 4         | 11,37    | 2 Q       | Wright (AUS) L 12,90—15,00     | Gick inte vidare           | Gick inte vidare     | Gick inte vidare     | Gick inte vidare |
| Pauline Ado   | Damernas tävling  | 9,17     | 3         | 9,66     | 2 Q       | Fitzgibbons (AUS) L 9,03—10,86 | Gick inte vidare           | Gick inte vidare     | Gick inte vidare     | Gick inte vidare |
| Johanne Defay | Damernas tävling  | 10,60    | 2 Q       | Bye      | Bye       | Hopkins (POR) L 9,40—10,84     | Gick inte vidare           | Gick inte vidare     | Gick inte vidare     | Gick inte vidare |

## Taekwondo
| Idrottare        | Gren                        | Åttondelsfinal       | Kvartsfinal          | Semifinal            | Återkval             | Final / BM           | Final / BM       |
| Idrottare        | Gren                        | Motståndare Resultat | Motståndare Resultat | Motståndare Resultat | Motståndare Resultat | Motståndare Resultat | Placering        |
| ---------------- | --------------------------- | -------------------- | -------------------- | -------------------- | -------------------- | -------------------- | ---------------- |
| Magda Wiet-Hénin | Damernas mellanvikt (67 kg) | Malak (EGY) L 10–11  | Gick inte vidare     | Gick inte vidare     | Gick inte vidare     | Gick inte vidare     | Gick inte vidare |
| Althéa Laurin    | Damernas tungvikt (+67 kg)  | Acosta (MEX) W 21–3  | Zheng (CHN) W 14–6   | Mandić (SRB) L 5–7   | —                    | Traoré (CIV) W 17–8  | 3                |

## Tennis
Herrar
| Idrottare                           | Gren   | 32-delsfinal                    | Sextondelsfinal                                     | Åttondelsfinal                       | Kvartsfinal                          | Semifinal            | Final / BM           | Final / BM       |
| Idrottare                           | Gren   | Motståndare Resultat            | Motståndare Resultat                                | Motståndare Resultat                 | Motståndare Resultat                 | Motståndare Resultat | Motståndare Resultat | Placering        |
| ----------------------------------- | ------ | ------------------------------- | --------------------------------------------------- | ------------------------------------ | ------------------------------------ | -------------------- | -------------------- | ---------------- |
| Jérémy Chardy                       | Singel | Barrios (CHI) W 6–1, 7–6(7–4)   | Karatsev (ROC) W 7–5, 4–6, 6–3                      | Broady (GBR) W 7–6(7–3), 4–6, 6–1    | Zverev (GER) L 4–6, 1–6              | Gick inte vidare     | Gick inte vidare     | Gick inte vidare |
| Ugo Humbert                         | Singel | Andújar (ESP) W 7–6(7–3), 6–1   | Kecmanović (SRB) W 4–6, 7–6(7–5), 7–5               | Tsitsipas (GRE) W 2–6, 7–6(7–4), 6–2 | Khachanov (ROC) L 6–7(4–7), 6–4, 3–6 | Gick inte vidare     | Gick inte vidare     | Gick inte vidare |
| Gaël Monfils                        | Singel | Ivashka (BLR) L 4–6, 6–4, 5–7   | Gick inte vidare                                    | Gick inte vidare                     | Gick inte vidare                     | Gick inte vidare     | Gick inte vidare     | Gick inte vidare |
| Gilles Simon                        | Singel | Gerasimov (BLR) L 6–4, 3–6, 4–6 | Gick inte vidare                                    | Gick inte vidare                     | Gick inte vidare                     | Gick inte vidare     | Gick inte vidare     | Gick inte vidare |
| Jérémy Chardy Gaël Monfils          | Dubbel | —                               | Bublik / Golubev (KAZ) W 6–7(4–7), 7–6(7–3), [10–8] | Struff / Zverev (GER) L 4–6, 5–7     | Gick inte vidare                     | Gick inte vidare     | Gick inte vidare     | Gick inte vidare |
| Pierre-Hugues Herbert Nicolas Mahut | Dubbel | —                               | Murray / Salisbury (GBR) L 3–6, 2–6                 | Gick inte vidare                     | Gick inte vidare                     | Gick inte vidare     | Gick inte vidare     | Gick inte vidare |

Damer
| Idrottare                           | Gren   | 32-delsfinal                      | Sextondelsfinal                                 | Åttondelsfinal                         | Kvartsfinal          | Semifinal            | Final / BM           | Final / BM       |
| Idrottare                           | Gren   | Motståndare Resultat              | Motståndare Resultat                            | Motståndare Resultat                   | Motståndare Resultat | Motståndare Resultat | Motståndare Resultat | Placering        |
| ----------------------------------- | ------ | --------------------------------- | ----------------------------------------------- | -------------------------------------- | -------------------- | -------------------- | -------------------- | ---------------- |
| Alizé Cornet                        | Singel | Plíšková (CZE) L 1–6, 3–6         | Gick inte vidare                                | Gick inte vidare                       | Gick inte vidare     | Gick inte vidare     | Gick inte vidare     | Gick inte vidare |
| Fiona Ferro                         | Singel | Sevastova (LAT) W 2–6, 6–4, 6–2   | Sorribes (ESP) 0 L 1–6, 4–6                     | Gick inte vidare                       | Gick inte vidare     | Gick inte vidare     | Gick inte vidare     | Gick inte vidare |
| Caroline Garcia                     | Singel | Vekić (CRO) L 2–6, 7–6(7–2), 3–6  | Gick inte vidare                                | Gick inte vidare                       | Gick inte vidare     | Gick inte vidare     | Gick inte vidare     | Gick inte vidare |
| Kristina Mladenovic                 | Singel | Badosa (ESP) L 7–6(7–4), 3–6, 0–6 | Gick inte vidare                                | Gick inte vidare                       | Gick inte vidare     | Gick inte vidare     | Gick inte vidare     | Gick inte vidare |
| Alizé Cornet Fiona Ferro            | Dubbel | —                                 | Svitolina / Yastremska (UKR) W 6–2, 6–4         | Mattek-Sands / Pegula (USA) L 1–6, 4–6 | Gick inte vidare     | Gick inte vidare     | Gick inte vidare     | Gick inte vidare |
| Caroline Garcia Kristina Mladenovic | Dubbel | —                                 | Bertens / Schuurs (NED) L 6–7(5–7), 7–5, [9–11] | Gick inte vidare                       | Gick inte vidare     | Gick inte vidare     | Gick inte vidare     | Gick inte vidare |

Mix
| Idrottare                         | Gren   | Åttondelsfinal                        | Kvartsfinal          | Semifinal            | Final / BM           | Final / BM       |
| Idrottare                         | Gren   | Motståndare Resultat                  | Motståndare Resultat | Motståndare Resultat | Motståndare Resultat | Placering        |
| --------------------------------- | ------ | ------------------------------------- | -------------------- | -------------------- | -------------------- | ---------------- |
| Kristina Mladenovic Nicolas Mahut | Dubbel | Vesnina / Karatsev (ROC) L 4–6, 2–6   | Gick inte vidare     | Gick inte vidare     | Gick inte vidare     | Gick inte vidare |
| Fiona Ferro Pierre-Hugues Herbert | Dubbel | Świątek / Kubot (POL) L 3–6, 6–7(3–7) | Gick inte vidare     | Gick inte vidare     | Gick inte vidare     | Gick inte vidare |

## Triathlon
Individuellt
| Idrottare           | Gren              | Simning (1,5 km) | T1   | Cykling (40 km) | T2              | Löpning (10 km) | Totaltid        | Placering       |
| ------------------- | ----------------- | ---------------- | ---- | --------------- | --------------- | --------------- | --------------- | --------------- |
| Léo Bergère         | Herrarnas tävling | 18.00            | 0.41 | 56.22           | 0.30            | 31.47           | 1:47.20         | 21              |
| Dorian Coninx       | Herrarnas tävling | 18.04            | 0.41 | 56.18           | 0.30            | 31.15           | 1:46.48         | 17              |
| Vincent Luis        | Herrarnas tävling | 17.39            | 0.39 | 56.45           | 0.30            | 30.51           | 1:46.24         | 13              |
| Cassandre Beaugrand | Damernas tävling  | 19.37            | 0.42 | Fullföljde inte | Fullföljde inte | Fullföljde inte | Fullföljde inte | Fullföljde inte |
| Léonie Périault     | Damernas tävling  | 19.13            | 0.43 | 1:03.13         | 0.34            | 34.06           | 1:57.49         | 5               |

Stafett
| Idrottare           | Gren       | Simning (300 m) | T1   | Cykling (6,8 km) | T2   | Löpning (2 km) | Tid   | Totaltid | Placering |
| ------------------- | ---------- | --------------- | ---- | ---------------- | ---- | -------------- | ----- | -------- | --------- |
| Léonie Périault     | Mixstafett | 4.02            | 0.40 | 10.22            | 0.31 | 6.05           | 21.40 | 1:24.04  | 3         |
| Dorian Coninx       | Mixstafett | 4.12            | 0.38 | 9.24             | 0.27 | 5.28           | 20.09 | 1:24.04  | 3         |
| Cassandre Beaugrand | Mixstafett | 4.19            | 0.38 | 10.31            | 0.29 | 6.00           | 21.57 | 1:24.04  | 3         |
| Vincent Luis        | Mixstafett | 3.54            | 0.35 | 9.34             | 0.27 | 5.48           | 20.18 | 1:24.04  | 3         |

## Tyngdlyftning
| Idrottare             | Gren            | Ryck     | Ryck      | Stöt     | Stöt      | Totalt | Placering |
| Idrottare             | Gren            | Resultat | Placering | Resultat | Placering | Totalt | Placering |
| --------------------- | --------------- | -------- | --------- | -------- | --------- | ------ | --------- |
| Bernardin Matam       | Herrarnas 67 kg | 135      | 8         | 172      | DNF       | 135    | DNF       |
| Anaïs Michel          | Damernas 49 kg  | 78       | 9         | 99       | 5         | 177    | 7         |
| Dora Tchakounté       | Damernas 59 kg  | 96       | 2         | 117      | 4         | 213    | 4         |
| Gaëlle Nayo-Ketchanke | Damernas 87 kg  | 108      | 6         | 139      | 5         | 247    | 5         |

## Volleyboll
Sammanfattning
| Lag                     | Gren                | Group Stage          | Group Stage          | Group Stage          | Group Stage          | Group Stage          | Group Stage | Kvartsfinal          | Semifinal            | Final / BM           | Final / BM |
| Lag                     | Gren                | Motståndare Resultat | Motståndare Resultat | Motståndare Resultat | Motståndare Resultat | Motståndare Resultat | Placering   | Motståndare Resultat | Motståndare Resultat | Motståndare Resultat | Placering  |
| ----------------------- | ------------------- | -------------------- | -------------------- | -------------------- | -------------------- | -------------------- | ----------- | -------------------- | -------------------- | -------------------- | ---------- |
| Frankrikes herrlandslag | Herrarnas turnering | USA · L 0–3          | Tunisien · W 3–0     | Argentina · L 2–3    | ROC · W 3–1          | Brasilien · L 2–3    | 4 Q         | Polen · W 3–2        | Argentina · W 3–0    | ROC · W 3–2          | 1          |

### Herrarnas turnering
Spelartrupp
Följande spelare var uttagna i Frankrikes trupp.
Förbundskapten: Laurent Tillie
- 1 Barthélémy Chinenyeze (Center)
- 2 Jenia Grebennikov (Libero)
- 4 Jean Patry (Högerspiker)
- 6 Benjamin Toniutti (Passare)
- 7 Kevin Tillie (Vänsterspiker)
- 9 Earvin N'Gapeth (Vänsterspiker)
- 11 Antoine Brizard (Passare)
- 12 Stephen Boyer (Högerspiker)
- 14 Nicolas Le Goff (Center)
- 16 Daryl Bultor (Center)
- 17 Trévor Clévenot (Vänsterspiker)
- 19 Yacine Louati (Vänsterspiker)

Gruppspel
| Pos | Lag       | M | V | F | P  | SV | SF | SK    | BV  | BF  | BK    | Kvalificering |
| --- | --------- | - | - | - | -- | -- | -- | ----- | --- | --- | ----- | ------------- |
| 1   | ROC       | 5 | 4 | 1 | 12 | 13 | 5  | 2,600 | 427 | 397 | 1,076 | Kvartsfinal   |
| 2   | Brasilien | 5 | 4 | 1 | 10 | 12 | 8  | 1,500 | 476 | 450 | 1,058 | Kvartsfinal   |
| 3   | Argentina | 5 | 3 | 2 | 8  | 12 | 10 | 1,200 | 476 | 464 | 1,026 | Kvartsfinal   |
| 4   | Frankrike | 5 | 2 | 3 | 8  | 10 | 10 | 1,000 | 449 | 442 | 1,016 | Kvartsfinal   |
| 5   | USA       | 5 | 2 | 3 | 6  | 8  | 10 | 0,800 | 432 | 412 | 1,049 |               |
| 6   | Tunisien  | 5 | 0 | 5 | 1  | 3  | 15 | 0,200 | 339 | 434 | 0,781 |               |

| 24 juli 2021 23:00 | USA                   | 3–0 | Frankrike | Ariake Arena, Tokyo Domare: Wojciech Maroszek (POL), Hernán Casamiquela (ARG) Rapport: Resultat Statistik |
| 24 juli 2021 23:00 | (25–18, 25–18, 25–22) |     |           | Ariake Arena, Tokyo Domare: Wojciech Maroszek (POL), Hernán Casamiquela (ARG) Rapport: Resultat Statistik |

| 26 juli 2021 16:25 | Frankrike             | 3–0 | Tunisien | Ariake Arena, Tokyo Domare: Vladimir Simonović (SRB), Kang Joo-hee (KOR) Rapport: Resultat Statistik |
| 26 juli 2021 16:25 | (25–21, 25–11, 25–21) |     |          | Ariake Arena, Tokyo Domare: Vladimir Simonović (SRB), Kang Joo-hee (KOR) Rapport: Resultat Statistik |

| 28 juli 2021 14:20 | Argentina                           | 3–2 | Frankrike | Ariake Arena, Tokyo Domare: Liu Jiang (CHN), Daniele Rapisarda (ITA) Rapport: Resultat Statistik |
| 28 juli 2021 14:20 | (23–25, 25–17, 25–20, 15–25, 15–13) |     |           | Ariake Arena, Tokyo Domare: Liu Jiang (CHN), Daniele Rapisarda (ITA) Rapport: Resultat Statistik |

| 30 juli 2021 22:35 | ROC                          | 1–3 | Frankrike | Ariake Arena, Tokyo Domare: Shin Muranaka (JPN), Paulo Turci (BRA) Rapport: Resultat Statistik |
| 30 juli 2021 22:35 | (21–25, 25–20, 17–25, 20–25) |     |           | Ariake Arena, Tokyo Domare: Shin Muranaka (JPN), Paulo Turci (BRA) Rapport: Resultat Statistik |

| 1 augusti 2021 11:05 | Brasilien                           | 3–2 | Frankrike | Ariake Arena, Tokyo Domare: Wojciech Maroszek (POL), Liu Jiang (CHN) Rapport: Resultat Statistik |
| 1 augusti 2021 11:05 | (25–22, 37–39, 25–17, 21–25, 20–18) |     |           | Ariake Arena, Tokyo Domare: Wojciech Maroszek (POL), Liu Jiang (CHN) Rapport: Resultat Statistik |

Kvartsfinal
| 3 augusti 2021 21:30 | Polen                              | 2–3 | Frankrike | Ariake Arena, Tokyo Domare: Juraj Mokrý (SVK), Daniele Rapisarda (ITA) Rapport: Resultat Statistik |
| 3 augusti 2021 21:30 | (25–21, 22–25, 25–21, 21–25, 9–15) |     |           | Ariake Arena, Tokyo Domare: Juraj Mokrý (SVK), Daniele Rapisarda (ITA) Rapport: Resultat Statistik |

Semifinal
| 5 augusti 2021 21:00 | Frankrike             | 3–0 | Argentina | Ariake Arena, Tokyo Domare: Shin Muranaka (JPN), Liu Jiang (CHN) Rapport: Resultat Statistik |
| 5 augusti 2021 21:00 | (25–22, 25–19, 25–22) |     |           | Ariake Arena, Tokyo Domare: Shin Muranaka (JPN), Liu Jiang (CHN) Rapport: Resultat Statistik |

Final
| 7 augusti 2021 21:15 | Frankrike                           | 3–2 | ROC | Ariake Arena, Tokyo Domare: Vladimir Simonović (SRB), Paulo Turci (BRA) Rapport: Resultat Statistik |
| 7 augusti 2021 21:15 | (25–23, 25–17, 21–25, 21–25, 15–12) |     |     | Ariake Arena, Tokyo Domare: Vladimir Simonović (SRB), Paulo Turci (BRA) Rapport: Resultat Statistik |